# Trirrem
La trirrem (també trireme o trirem, del llatí trirēmis, literalment 'de tres rems') o triere (del grec τριήρης, triḗrēs) era una nau de guerra inventada probablement al segle vii aC. El seu nom deriva de les tres fileres de remers que hi havia a cada costat del vaixell. En el desenvolupament de l'art naval a l'edat antiga, la invenció de la trirrem, atribuïda tradicionalment als corintis, té una importància equivalent a la que, a principis del segle xx, es va operar amb la creació de l'anomenat «vaixell monocalibre» o «cuirassat». No és que s'apliqués a la tècnica de construcció naval un invent revolucionari, ni que tinguessin lloc canvis significatius en la manera de combatre de les flotes en el Mediterrani, sinó que es pot dir que amb la trirrem la tècnica naval va assolir un dels seus moments culminants. La construcció i el manteniment de les forces navals a l'Atenes clàssica, amb l'objectiu de mantenir la supremacia naval i d'aquesta manera obtenir el control de la navegació al mar Egeu, va implicar la creació d'un enorme mecanisme financer i logístic.
Les trirrems estaven dotades d'un esperó per envestir les naus enemigues, que s'enfonsava a la fusta de la base i les enfonsava. Aquest abordatge es complementava amb l'atac frontal dels guerrers que viatjaven a bord de la nau. Bussejadors podien aturar les trirrems amb estaques enfonsades o creant vies d'aigua però el més comú era el combat directe entre diverses embarcacions. Les trirrems van ser usades pels grecs i posteriorment van ser adaptades a l'estil de guerra romà.

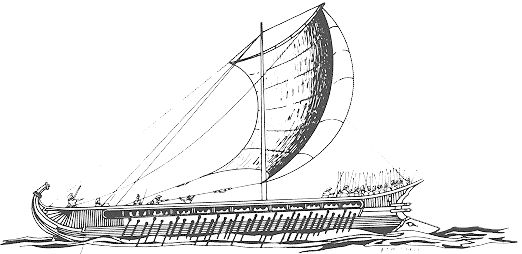
Una trirrem grega

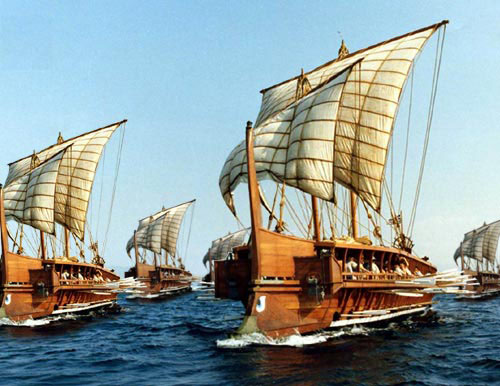
Reconstrucció de trirrems gregues.

Quan els enginyers navals van voler incrementar la potència i la rapidesa del vaixell proveït d'un únic banc de remers, van idear repartir-los en dos, els de el nivell inferior remarien a través d'obertures laterals en la carena, els de el nivell superior per sobre de la regala. Per afegir un tercer nivell de bancs faltava lloc dins del buc, i augmentant les seves dimensions s'obtindria un vaixell molt més profund, molt més pesat i molt més lent, per la qual cosa perdria els avantatges esperats del tercer nivell de remers. Entre 550 i 525 a. C. es va trobar la solució: es va afegir una plataforma exterior (parexeiresía: «dispositiu auxiliar per als rems»), projectada lateralment més enllà de la obra morta. S'aconseguia així lloc per a un tercer banc de remers sense modificar profundament la línia general del buc.
La construcció i manteniment de les forces navals a l'Atenes clàssica, amb l'objectiu de conservar la supremacia naval i d'aquesta manera obtenir el control de la navegació en el mar Egeu, va implicar la creació d'un enorme estructura financer i logística. Gran part de la vida econòmica i social a Atenes era dirigida al manteniment de la escuadra, que al seu moment d'apogeu va tenir fins a unes tres-cents naus.
La trirrem va aparèixer en un context en el qual a poc a poc la tàctica del combat naval havia evolucionat, passant de la lluita a l'abordatge a l'ús de l'esperó. Aquest canvi és significatiu al moment en què, per combatre amb l'esperó, el factor clau no és l'ensinistrament dels hoplites per al combat cos a cos, sinó l'habilitat de maniobrar i la velocitat per buscar una posició favorable en la manera d'envestir i inutilitzar les naus enemigues. L'arma per excel·lència de les trirrems a la Grècia clàssica era, doncs, l'esperó o també anomenat rostrum, i aquella marina que més i millor va perfeccionar l'ensinistrament dels tripulants i les característiques de les naus va ser la que va obtenir el domini del mar.

## Discussió sobre els orígens

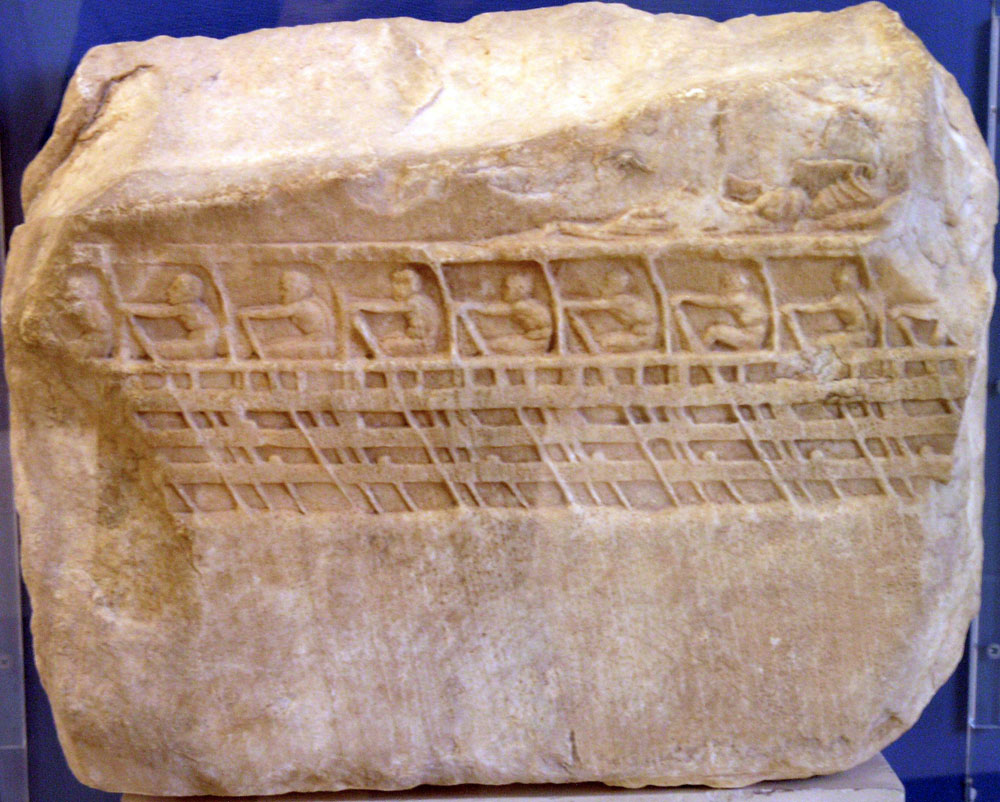
Fragment d'un baix relleu que representa una trirrem atenenca amb 9 remers. (Baix relleu Lenormant).

És probable que els primers vaixells de guerra de tres nivells s'originessin a Fenícia: en un fragment d'un relleu del segle VIII aC trobat a Nínive, la capital assíria, i que representa les flotes de Tir i Sidó, s'han identificat bucs la interpretació dels quals és que representen a vaixells de guerra de dos i tres nivells, equipats amb esperons. Així mateix l'erudit del segle ii, Clement d'Alexandria, basant-se en treballs anteriors, de manera explícita atribueix la invenció de la trirrem (trikrotos naus, «vaixell de tres nivells») als sidonis.
Plini el Vell i Diodor de Sicília escriuen que la trirrem va ser «inventada» a Corint. Tucídides diu que els corintis, al segle vii aC, van ser els primers a ocupar-se de les construccions navals amb tècniques molt semblants a les del segle V aC, època en què va escriure l'historiador atenenc. Segons ell, l'armador corinti Aminocles hauria inventat la trirrem, construint cap a l'any 704 aC, quatre pels samis. L'historiador espanyol Juan José Torres Esbarranch coincideix en aquesta data en la seva traducció d'aquest passatge de la Història de la Guerra del Peloponnès, en el qual Tucídides afegeix que la invenció va ser «tres-cents anys abans del final de la nostra guerra». S'inclina per aquest any, considerant que l'historiador atenenc es refereix a la Guerra del Peloponnès íntegrament (fins al 404 aC) i no al final de la Guerra arquidàmica (421 aC).
La data de 704 aC, considerada excessivament alta, s'ha discutit per investigadors moderns de la marina en l'Antiguitat, que sostenen una data propera a la de Tucídides, però rebaixant-la uns cinquanta anys. Fa la hipòtesi que al segle vii aC es va haver de fer el pas de la birrem a la trirrem, l'ús del qual es va propagar lentament aproximadament a partir del 650 aC. Altres autors tenen les seves reserves sobre aquest tema.
Segons J. Taillardat aquesta data del 704 aC no està fundada més que en el testimoniatge de Tucídides, que en aquest mateix passatge objecta les informacions vagues que té de la tradició a propòsit dels orígens de la trirrem. Tucídides diu saber de bona font, que la primera batalla naval coneguda, disputada entre els corcirencs i els corintis, es va produir uns dos-cents anys abans de la data indicada per Tucídides, és a dir cap a l'any 664 aC, calculada a partir del 404 aC La fragilitat d'aquest testimoniatge va ser estudiada per J. A. Davison en 1947, qui va arribar a les següents conclusions: en les flotes gregues, la trirrem va aparèixer per primera vegada a la Jònia, cap a mitjan segle vi aC, com a ràpid. Va ser Hipònax el primer autor grec que esmenta la trirrem, i Polícrates de Samos el primer governant a adoptar la trirrem. Al començament de la seva tirania disposava de 100 pentecònters i entorn de 526-525 aC —set anys després— el gruix de la seva flota estava constituït per trirrems. Els crítics consideren que l'esment de trirrems quan Heròdot ha al·ludit a pentecònters en parlar del potencial naval de Polícrates és un error, doncs en els passatges III.41.2 i III.124.2, sempre s'al·ludeix a pentecònters, no a trirrems. En el mateix sentit, cf. Tucídides op. cit. I.14. Herman T. Wallinga va més enllà en dir que Heròdot utilitza la paraula grega τριήρης (triere) com a terme genèric per a «nau destinada a la navegació marítima» (sea-going vessel, en l'original). Carlos Schrader emfatitza que Heròdot ho feia «possiblement de manera intencionada».
No obstant això, el pentecònter, tenia una estructura que no era gaire adequat per realitzar llargues travessies. Donat l'exagerat del nombre de trirrems, cabria la possibilitat que haguessin estat capturats a fenicis o en regions relacionades comercialment amb Fenícia, si s'admet l'origen fenici de la trirrem, com fa Lucien Basch.
La creença grega sobre l'origen grec de la trirrem és comprensible pel fet que en aquest moment els corintis, aprofitant la situació avantatjosa de la seva polis (ciutat) que controlava la totalitat de l'Istme que uneix el Peloponnès amb la resta de Grècia, expandient el seu domini comercial gràcies, entre altres raons, a la seva flota.
La controvèrsia sobre l'anterioritat de les trirrems gregues sobre els fenicis ha oposat a dos investigadors. D'acord amb la cronologia de Tucídides, l'anàlisi de A. B. LLoyd dona la precedència a la grega. Per Lucien Basch la invenció seria fenícia, i aquesta hauria servit de model a l'egípcia. Mantenen una posició intermèdia E. Van't Dack i H. Hauben, els qui afirmen que la trirrem va ser una invenció grega i que el faraó Necó II no la va construir en la forma original, ja que els seus enginyers navals eren fenicis.

## Desenvolupament
La difusió d'aquest tipus de nau que va reemplaçar als pentecostes, va ser un procés bastant lent, ja que es tractava no de naus especialment difícils o cares de construir, per comparació, sinó perquè requerien una inversió en recursos humans (i per tant financers) que van trigar a estar disponibles. Inicialment va ser adoptat en els arsenals de Tir i Sidó, a la desembocadura del Nil, a Corint i fins a Siracusa. A la batalla naval de Lade (estiu de 494 aC) la flota grega solament constava de trirrems.
L'obstacle que suposa l'absència de representacions en la ceràmica grega de l'època se salvaria amb la consideració que la trirrem no havia substituït al pentecoster com a principal vaixell de guerra, fet que es va ser produint posteriorment fins a arribar al segle V aC, que la trirrem es va convertir en la nau fonamental de les armades gregues. L'autor grec Poliè fa esment exprés a la trirrem com a vaixell de guerra constitutiu de la flota de Geló, qui en 480 aC va fer rendició de comptes davant l'assemblea de Siracusa de les despeses ocasionades en la guerra contra el cartaginès Hamílcar, entre els quals es trobaven «els generats per les trirrems». Durant les guerres mèdiques del segle V aC, la nau de guerra per excel·lència era ja la trirrem, no solament en el bàndol grec, sinó també per part dels perses.
L'hegemonia de la trirrem en les esquadres del Mediterrani abasta els segles V i IV aC, fins que van ser superades per les galeres de gran grandària de l'època hel·lenística (vegeu la temptació del gigantisme). No obstant això, la trirrem es va seguir utilitzant fins a ben entrada la nostra era, com a nau d'exploració o d'escorta, si bé més pesat i orientat al combat d'abordatge.

### A Atenes

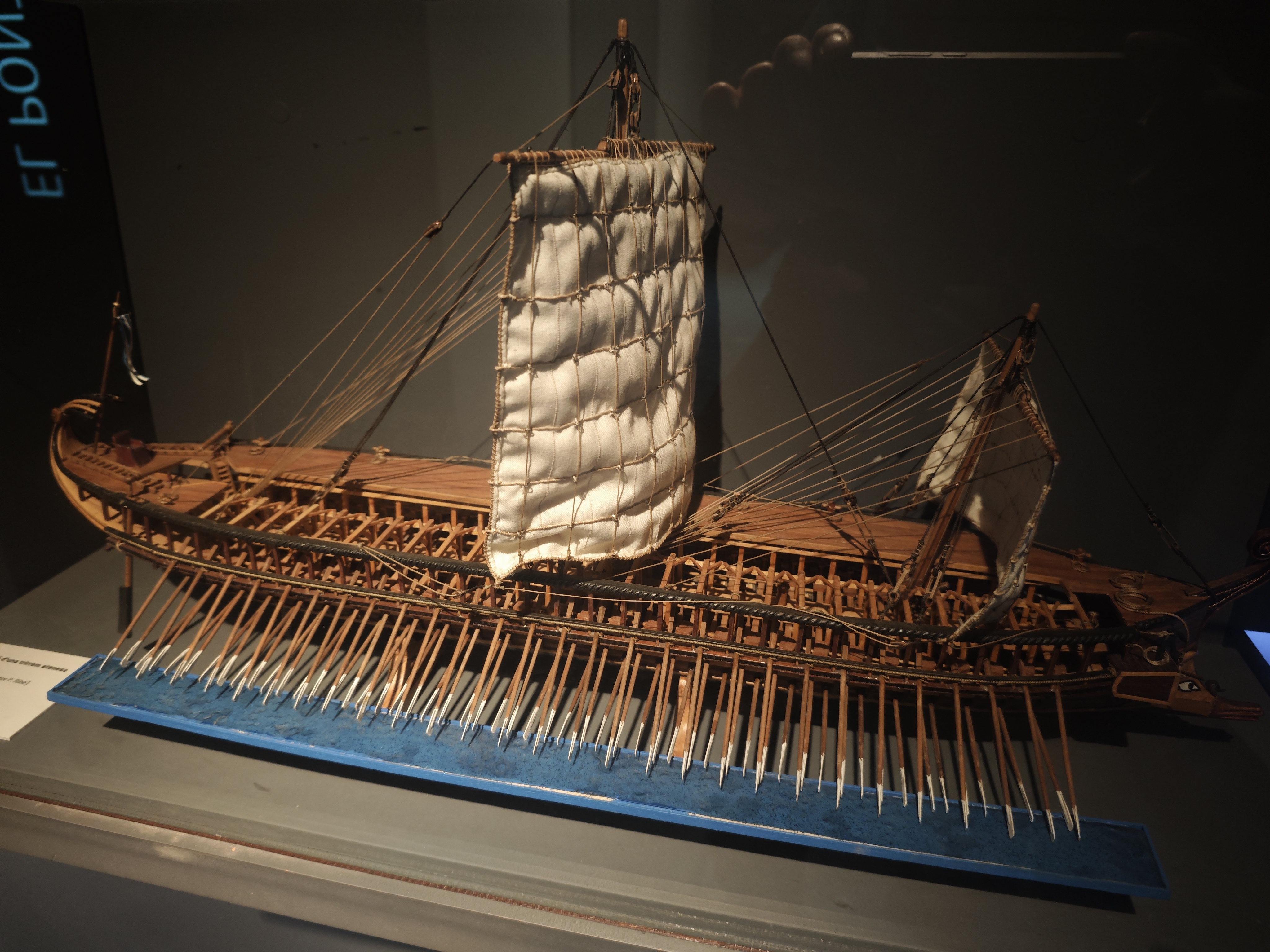
MAC-BCN Trirrem atenesa. s.V aC. Fusta. escala 1ː55. Autorː P.Ribé

Dominació atenesa (en groc) sobre el mar Egeu en 431 aC

Al començament del segle V aC la flota atenesa estava equipada amb unes poques trirrems, atès que el gruix de la flota ho formaven pentecosters i triacònters. Però la guerra que sostenia llavors contra els eginets i el perill persa que subsistia després de Marató, li van impulsar a modernitzar les seves forces navals. La flota que va vèncer als perses en aigües de Salamina l'havia fet construir l'estrateg Temístocles.
El descobriment a finals del segle vi aC a Maronea i a Làurion d'importants filons de plata, va proporcionar l'ocasió a Temístocles: en 483 aC va aconseguir convèncer a la seva ciutat de la necessitat de renovar la flota i en poc més de dos anys va llançar un vast programa de renovació, finançada mitjançant el noble metall extret de les mines:
| «                               | ...quan els atenesos en vista que en l'erari públic hi havia grans summes de diners, que procedien de les seves mines de Làurion, es disposaven a repartir-les-hi entre tots a raó de deu dracmes per cap. Llavors, Temístocles va convèncer als atenesos perquè desistissin de dur a terme aquest repartiment i, amb les summes que disposaven, construïssin dues-centes naus per a la guerra (al·ludint al conflicte amb els eginets) | » |
| — Heròdot, op. cit. VII.144.1-2 | |   |

Al 480 aC a la batalla de Salamina, entre 150-180 dels 310-378 trirrems desplegades pels grecs eren atenesos. Segons Heròdot (Historia VIII), Atenes va proporcionar 180 trirrems (VIII.44) d'un total de 378 (VIII.48). Qualsevol que sigui la xifra acceptada, els autors coincideixen en el fet que les trirrems ateneses representaven la meitat de les galeres d'aquest tipus presents a la batalla. Però aquests navilis, que eren d'entre els primers d'aquesta mena de la ciutat, «no tenien encara ponts en tota la extensió». Segons Plutarc, va ser Cimó qui, en ocasió de la batalla de l'Eurimedont (467 aC), va manar unir el pont de proa a popa per possibilitar un augment del nombre de combatents i donar més capacitat ofensiva a les trirrems: «Cimó els va fer més amples i els va dotar amb passos entre els seus ponts, de manera que, carregats amb molts hoplites, es van comportar amb major efectivitat contra els enemics».
La rapidesa de la trirrem, i la solidesa en relació amb els models anteriors més llargs, en va facilitar la construcció. Va ser l'instrument que va permetre a Atenes estendre la seva hegemonia en el mar durant el transcurs del segle V aC.

### Evolucions ulteriors

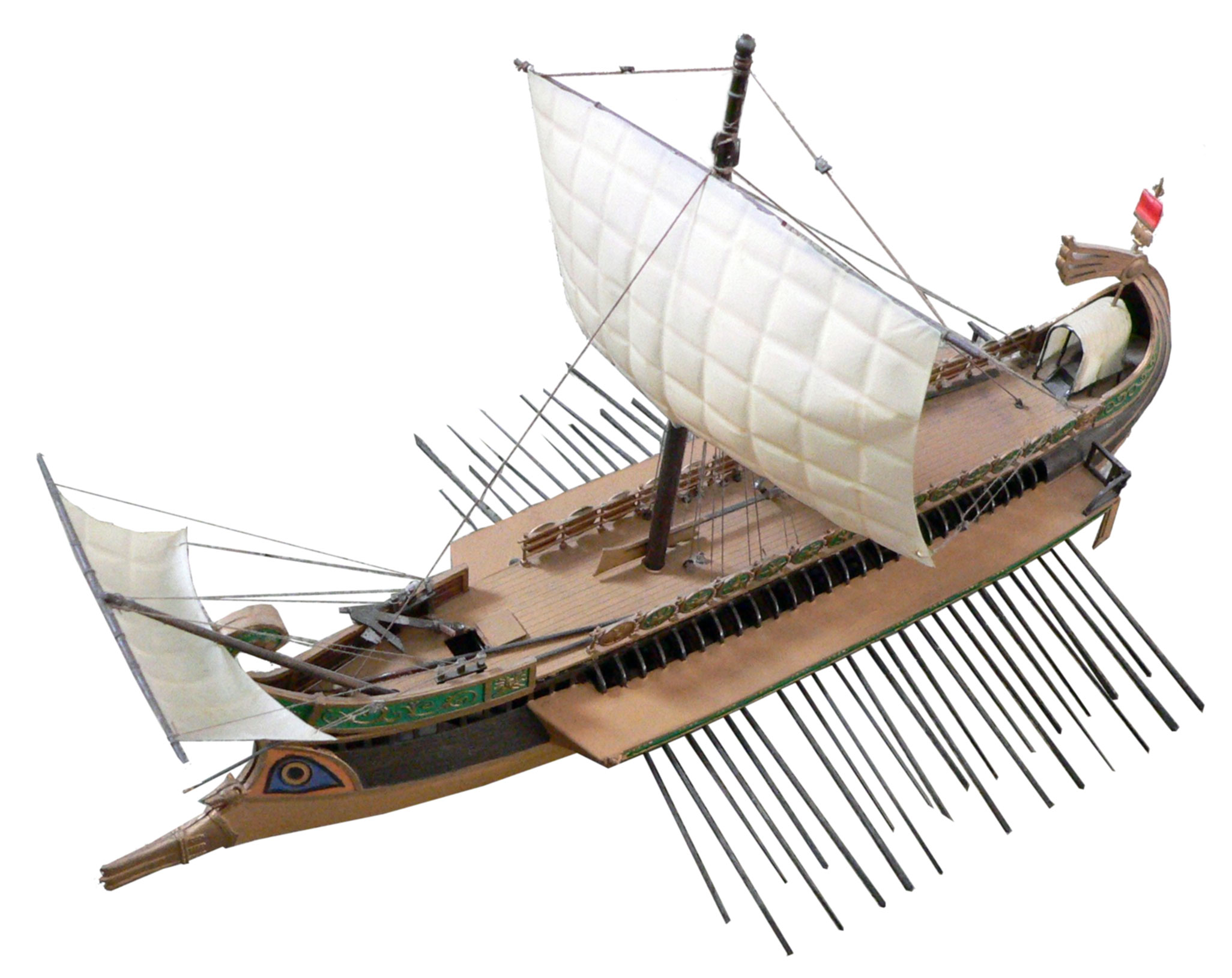
Maqueta de trirrem romana.

Encara que la flota atenesa va perdre la superioritat en ser derrotada durant la expedició a Sicília per Siracusa, Esparta i els seus aliats, a la batalla de les Epípoles (en 413 aC, durant la guerra del Peloponès), les trirrems, no obstant això, van continuar tenint el control dels mars. Dionís I, tirà de Siracusa, va dotar durant els primers anys del següent segle a la ciutat de quadrirrems i quinquerrems, més grans i pesats. El declivi de les trirrems es va produir durant el període hel·lenístic, quan cada nació d'importància construïa galeres com el quinquerrem, que la seva tàctica estava basada en l'abordatge i en l'artilleria, desorganitzant als remers de l'adversari. L'armada romana va perfeccionar aquesta tècnica amb l'ús del corb.

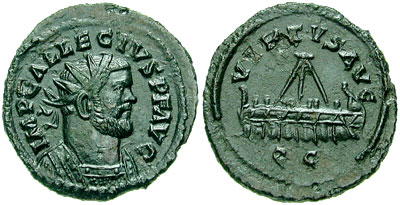
Quinari mostrant a l'emperador romà Al·lecte a l'anvers, amb un galera del port de Bolonya, a la Gàl·lia, en el revers. Seca de Camulodunum.

La trirrem es va seguir utilitzant com a auxiliar de les unitats majors. Ja en època de l'Imperi romà es va convertir en predominant a causa del seu menor cost i al fet que el control dels mars estava assegurat.
Al llarg dels segles, la trirrem va conèixer poques modificacions: en la majoria dels casos, es va augmentar la grandària del pont al llarg de tota la nau i a partir del segle V aC es van fixar panells per protegir als remers de les ones i de les fletxes. L'aparell estava de vegades compost d'un masteler, i unes altres de dos. En el transcurs del segle IV dC, va cedir el lloc a les liburnes, menys ràpides però més lleugeres i àgils, que van ser l'origen dels dromons romans d'Orient.

## Construcció
No hi ha proves arqueològiques de com era exactament una trirrem, ja que la immensa majoria de les restes de naufragis de l'Antiguitat són bucs civils. Les peces de fusta tenen flotabilitat positiva, i les restes submergides de naufragis pertanyen a bucs de càrrega, a causa que el pes de la càrrega ha mantingut sota l'aigua les restes.
Els arqueòlegs i els historiadors especialitzats admeten que el sistema de construcció era el mateix per les trirrems i els vaixells llargs (vaixells de guerra) amb rems.
A l'Atenes del segle V aC, les informacions referents al mateix temps que requeria la construcció d'una trirrem no són clares. Les referències que es disposa es limiten a saber que les mines de Maronea (Àtica) van ser descobertes en 483-482 aC i que la Batalla de Salamina va ser al setembre de 480 aC, i en aquest interval, Temístocles va assegurar la construcció d'almenys 200 trirrems.

Les trirrems existien encara en 323 dC: Licini va reunir una flota de 350 trirrems contra Constantí I, que disposava de 200 triacòntors. En les estretes aigües del Hel·lespont 80 triacòntors van bastar per derrotar les 350 trirrems de Licini. La derrota de Licini va suposar la de la trirrem com a vaixell de guerra. A finals del segle iv, una gran part dels coneixements s'havia perdut: 
| «                           | (...) però fa molts anys s'han oblidat dels mètodes de construcció de la trirrem». | » |
| — Zòsim, Història nova V.20 |                                                                                    |   |

### Dimensions i formes
Gràcies al descobriment en 1885 per Dragatsis i Wilhelm Dörpfeld de coberts a Zea (un dels ports militars de El Pireu), i a les campanyes d'excavacions realitzades des de 2000, es té una idea bastant precisa sobre les dimensions d'una trirrem. En les embulls de pedra es van descobrir els arsenals en què s'allotjaven les trirrems quan no estaven navegant. La iconografia també aporta algunes proves de quin era la seva forma general, però no permet determinar el mètode de construcció usat. S'ha partit de la hipòtesi que el mètode de construcció era el mateix que l'empleat en les naus mercants que s'han trobat. Aquesta hipòtesi és merament orientativa, ja que existeixen arguments en contra, ja que al llarg de la història de la construcció naval abunden els exemples en què la tècnica de construcció dels vaixells de guerra és totalment diferent de la dels vaixells de càrrega.
Aquestes naus tenien prop de 36 m d'eslora, i tenien una mànega propera als 5 m. L'altura sota el sostre dels navilis era de 4,026 m, i s'estima que l'altura del buc fora de l'aigua era 2,15 m. El calat era més reduït, de amb prou feines 1 m (per facilitar l'encallada i posada en sec del buc), com testifiquen els textos que esmenten als hoplites venint de la platja i embarcant en les naus a flotació: «(...) els messenis que havien acudit en auxili i, entrant amb les armes en el mar, havien pujat a bord, lluitant des dels ponts van aconseguir arrabassar-les-hi quan ja eren remolcades». La relació eslora-màniga era en canvi molt elevada (10 a 1), la qual cosa feia que el buc fos molt ràpid.
La capacitat d'aproximar-se molt prop de la costa s'explica pel fons pràcticament pla, sense quilla. La forma arrodonida de la popa, característica dels navilis antics, ajudava a aquesta maniobra ja que la trirrem es disposava de cara al mar.
Els historiadors M. P. Adam i, J. Taillardat opinen a més, que la part de darrere aixecada seria la conseqüència d'una tècnica de la construcció: els taulons eren rectangulars (només s'afinaven en les extremitats), la qual cosa obligava a disposar-los d'aquesta manera. El mètode d'encaix no està subjecte a cap certesa. Especialistes com J. Taillardat suposen que estaven encaixats entre si per un sistema d'caixes i metxes, eventualment reforçades per clavilles; tècnica coneguda des de l'època homèrica,

### Basada
Els lexicògrafs han transmès els noms de les principals parts de les quals es componia la basada, com per exemple els δρύοχοι: per a la Suda i Zonaràs, els estais que s'empraven durant la construcció del vaixell. Segons l'Etymologicum Magnum «són peces verticals de fusta que sostenen la quilla mentre es construeix». Eustaci de Tessalònica entén que «són els esteu disposats en fila i sobre els quals reposa la quilla del vaixell en construcció, a fi que tingui una forma regular». Afegeix que mantenen la carena dels dos costats i l'envolten de suports continus. Plató diu que són «suports que serveixen durant la construcció de la nau». Hesiqui d'Alexandria els defineix com a «peces de fusta que suporten la quilla del navili».

### Buc

Principi d'acoblament dels taulons dels navilis grecs antics mitjançant caixa i metxa.

El buc estava format per la quilla, els costats de babord i d'estribord, els llistons, els taulons i les regales. El mètode de construcció del buc és l'habitual a l'antiguitat, conegut amb el nom de shell-first, és a dir, «closca primera». Consisteix a construir primer el tauló exterior, assemblant les peces entre si mitjançant un sistema de caixa i metxa i clavilles de fusta, i superposades, que s'uneixen a la quilla i al mascaró, reforçant-ho des de l'interior mitjançant quadernes (costelles) de fusta i baus (bigues transversals). Els elements longitudinals s'unien mitjançant ancoratges i es recobrien amb un folre de planxes col·locades cant contra cant, en lloc de solapades.
Per mantenir el buc unit, es tibava aquest mitjançant una corda molt gruixuda anomenada hypozoma, situada segurament a l'interior del buc, enfilada a la roda i la popa, i tibada amb una espècie de molinet al centre del vaixell; alguns enginyers creuen, per contra, que aquesta gruixuda corda envoltava el buc per l'exterior. Cada trirrem portava quatre d'aquestes cordes de recanvi, segons s'especifica en els registres navals i s'obliga en les ordenances militars ateneses. Per a les travessies llargues es col·locaven sis cordes d'aquest tipus. Era una de les peces més importants del navili. Plató ho al·ludeix anomenant-la «embenat de la trirrem». Una trirrem es descrivia com a faixada quan estava dotada de hypozoma. En un decret atenès esmentat en una inscripció es prescriu que el nombre mínim d'homes necessaris per col·locar un hypozoma era de cinquanta.
La solidesa de la nau era un factor fonamental ja que es combatia a cop d'esperó, i s'havia d'evitar que el buc es fallís en impactar contra el vaixell enemic. No obstant això, la resistència del buc va haver de ser secundària per als atenesos, veient la gran èmfasi que van posar en la lleugeresa de la construcció.
El sortidesa o arcbotant on se situava la fila superior de remers (els tranites) estava travat amb el costat del buc mitjançant travessers transversals: sobre els tranites existia una coberta que s'estenia d'una banda a l'altra i sobre la qual hi havia una passarel·la, que s'estenia al seu torn al llarg de l'eslora i servia més com a plataforma de maniobra i protecció que com a reforç estructural.

### Esperó

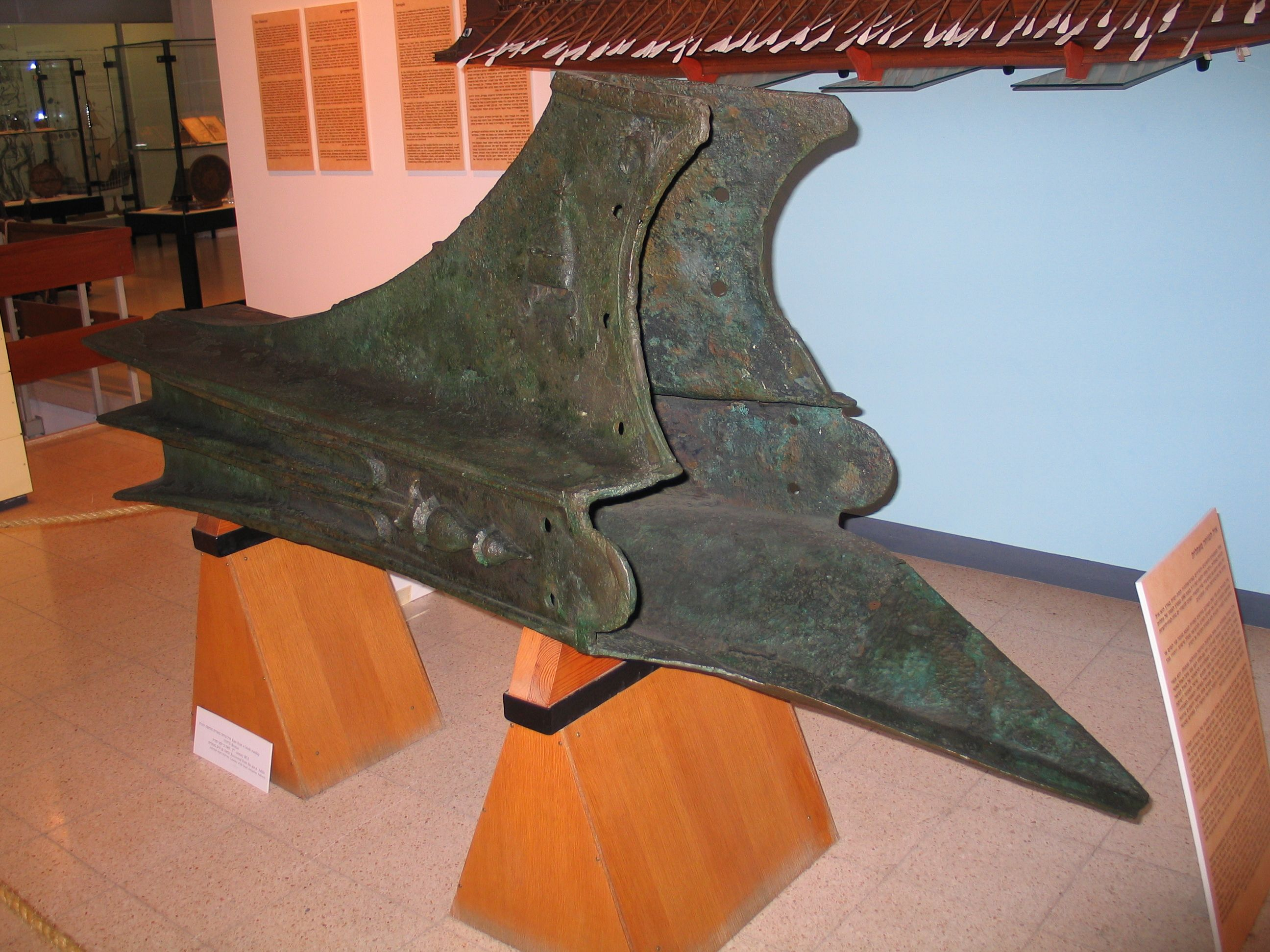
Esperó de bronze d'un vaixell de guerra grec del recuperat del mar prop d'Atlit. Museu Marítim Nacional d'Israel, a Haifa.

Sobre l'estrave es col·locava un esperó (èmbols) de bronze destinat a les maniobres d'envestida, tàctica que es va ser generalitzant en ser una nau tan àgil. Estava situat al nivell de la línia de flotació en la proa, amb la finalitat d'infligir el major dany possible i així enfonsar el vaixell enemic.
Es trobava folrant la punta davantera de la quilla, cuirassada i construïda amb tres fulles afilades que quedaven just sobre el nivell de l'aigua. La forma de la juntura entre l'esperó i el pal de proa, que es corbava cap amunt i cap a davant, permetia reduir la resistència de l'aigua perquè l'estructura actués com una arma i a manera de tallaaigües.
Podia obrir un esvoranc en un vaixell enemic i inutilitzar-lo, però no l'enfonsava immediatament. Les fonts antigues empren termes que signifiquen «enfonsar-se», però era possible remolcar les naus que començaven a enfonsar-se d'aquella manera. La paraula grega kataduein significa «submergir» o «descendir».
Després de la contesa naval de la Síbota (433 aC) els corintis no van remolcar les trirrems que havien inutilitzat, però podien haver-ho fet, segons relata Tucídides: «...els corintis no es van preocupar de subjectar amb cables i remolcar els bucs de les naus que s'havien avariat, sinó que passant d'un costat a un altre es dirigien contra els homes, més per matar que per agafar presoners».
Les fonts antigues ens ensenyen poc sobre l'esperó. Eustaci diu que estava situat en la proa i que tenia una forma agusada. Els escoliastes de Tucídides i Hesiqui diuen que era un enginy de coure fixat a la proa del vaixell. Suïdes i Zonaràs afegeixen que estava fet de coure sotmès a l'acció del foc (πεπυρωμένον).

### Proa
La proa de la trirrem es deia pora (πῶρα). A cada costat del estrave hi havia un engrossiment situat per sota de la línia de flotació; era la «espatlla». Damunt estava la «galta»: part arrodonida del buc compresa entre el masteler de messana i l'estrave. Pòl·lux diu que es deia galta o «ala» cadascuna de les meitats de la proa. Per Hesiqui, l'expressió homèrica elteareaoi (μλτπάρηοι), són les galtes acolorides en vermelló. Segons Heròdot «antigament totes les naus eren pintades amb mini».
L'escobenc (ὸφθαλμός) era representat per un ull amb pupil·la, parpelles i cella. Algunes monedes mostren almenys dos escobencs en un únic costat del vaixell, situats en nivells diferents. Auguste Jal reprodueix la proa d'un vaixell de Pompeia, pintat en tres cambres, que deixa percebre dos escobencs, una a cada costat de l'estrave. Segons Pòl·lux «hi ha una part del vaixell que es diu ὀφθαλμός i πτυχίς. És en la qual s'inscriu el nom del navili». Aquesta explicació massa concisa ha induït a error als comentaristes, que han confós el distintiu que porta el nom de l'embarcació amb l'escobenc. És l'ull de l'animal, tal com apareix en les monedes antigues de Samos. És en la pintura on es va donar a l'escobenc aquesta forma d'ull, que ha conservat en un gran nombre de monuments. Amb el pas del temps l'escobenc es va reduir a ser una simple obertura per donar pas al cable de l'ancora. Existeixen diferents llegendes i diferències notables en les representacions de l'escobenc en les monedes de les polis marineres. A Atenes, l'escobenc de la trirrem sembla que estava proveït en tot el seu perímetre d'una protecció metàl·lica per evitar el desgast produït pel frec del cable.

Abans de la segona batalla del port de Siracusa (estiu de 413 aC), els siracusans van fer modificacions en les proes de les seves trirrems. Van reduir la seva longitud per donar-los una major solidesa, segons refereix Tucídides: 
| «                      | «van adossar gruixudes servioles a les proes i, partint de les servioles van fixar uns puntals que s'introduïen en les amures i tenien una extensió d'uns sis colzes per dins i per fora. D'aquesta mateixa manera els corintis havien adaptat la proa de les seves trirrems per combatre contra la flota de Lepant. I els siracusans pensaven que d'aquesta manera no quedarien en desavantatge enfront de les naus ateneses, que no oposaven la mateixa forma de construcció, sinó que tenien la part de proa més afilada, ja que no practicaven tant la tàctica del xoc frontal, proa contra proa, com la d'efectuar una maniobra de marrada per envestir lateralment amb l'esperó; pensaven així mateix que la batalla en el Port Gran seria favorable per a ells, doncs envestint proa contra proa, destrossarien amb els esperons la part davantera dels vaixells enemics en copejar aquests, sòlids i gruixos, contra proes buides i frèvoles.» | » |
| — Tucídides VII.36.2-3 | |   |

Torres Esbarranch diu que «aquests puntals o contrets (antērídes) serien dos fustes arquejades que reforçaven cada serviola en cas d'envestida. Partien de les amures i acabaven en un bau transversal».
Heròdot, parlant dels samis de l'època de Polícrates que van ser vençuts pels cretencs i els eginetes, diu que aquests últims van arrencar les proes de les naus enemigues que tenien forma de cap de senglar (προτμή). Els termes per designar aquestes proes, de construcció primitiva, subsistien en la marina atenesa dels segles V i IV aC
Altres peces de la proa eren les epōtídes (ἐπωτίδες), que servien per suspendre l'àncora; eren l'equivalent als moderns pescants. Eurípides, en parlar de les diverses maniobres que tenien lloc en la partida dels navilis, diu que «servien per completar el sistema de defensa de la proa». Pòl·lux es limita a nomenar-les dient que se'ls anomenava també amfotides (ἀμφωτίδες). Són definides per l'escoliasta de Tucídides (II.34.5) i per Suïdes, com les peces de fusta que formen la sortidesa de cada costat de la proa: «Ἐπωτίδες εἰσὶ τἂ ἐκατἑρωθεν πρώρας ἐξἑχοντα ξύλα». Estaven sostingudes exteriorment per estais en el flanc del vaixell i boterells a l'interior: aquest sistema de boterells es deia ἀντηρίδες. El flanc de la trirrem estava protegit per les ἐπωτίδες que, formant una sortidesa en la proa, just a l'altura de la parodos, paraven a l'enemic clavant-se en els seus brodes i restant caràcter mortífer al xoc de l'esperó. L'escoliasta de Tucídides (VII.34.5) diu que hi havia dos estais per cada epōtíde, un d'interior i un altre exterior, el peu del qual estava recolzat a la broda, en la part de la qual més alta estava subjecta la epōtíde. El passatge de Tucídides (VII.34.5) en part fa comprensible la utilitat d'aquestes fortes bigues sortints. En la trirrem vista del davant, les epōtídes formaven com dues orelles i completaven la proa amb un cap d'animal.
Les trirrems oferien en tots dos flancs dues parts delicades i fràgils: la galeria exterior que s'anomena πάροδος (parodos) i el conjunt dels rems. Bastava, fins i tot sense abordar la trirrem, amb passar en sentit invers a una molt curta distància per trencar els seus rems i el seu parodos i així aconseguir posar-lo fora de combat. La parodos no estava protegida per epotides, però la part superior de la carena s'allargava i eixamplava cap a la proa. Com sobresortia era sostinguda per mènsules. Vista de front de la nau, aquest eixamplament tapava totalment la parodos.
La roda de proa estava coronada per una estructura anomenada στόλος (stolos), que acabava a l'acrostoli (ἀκροστόλιον).

### Popa

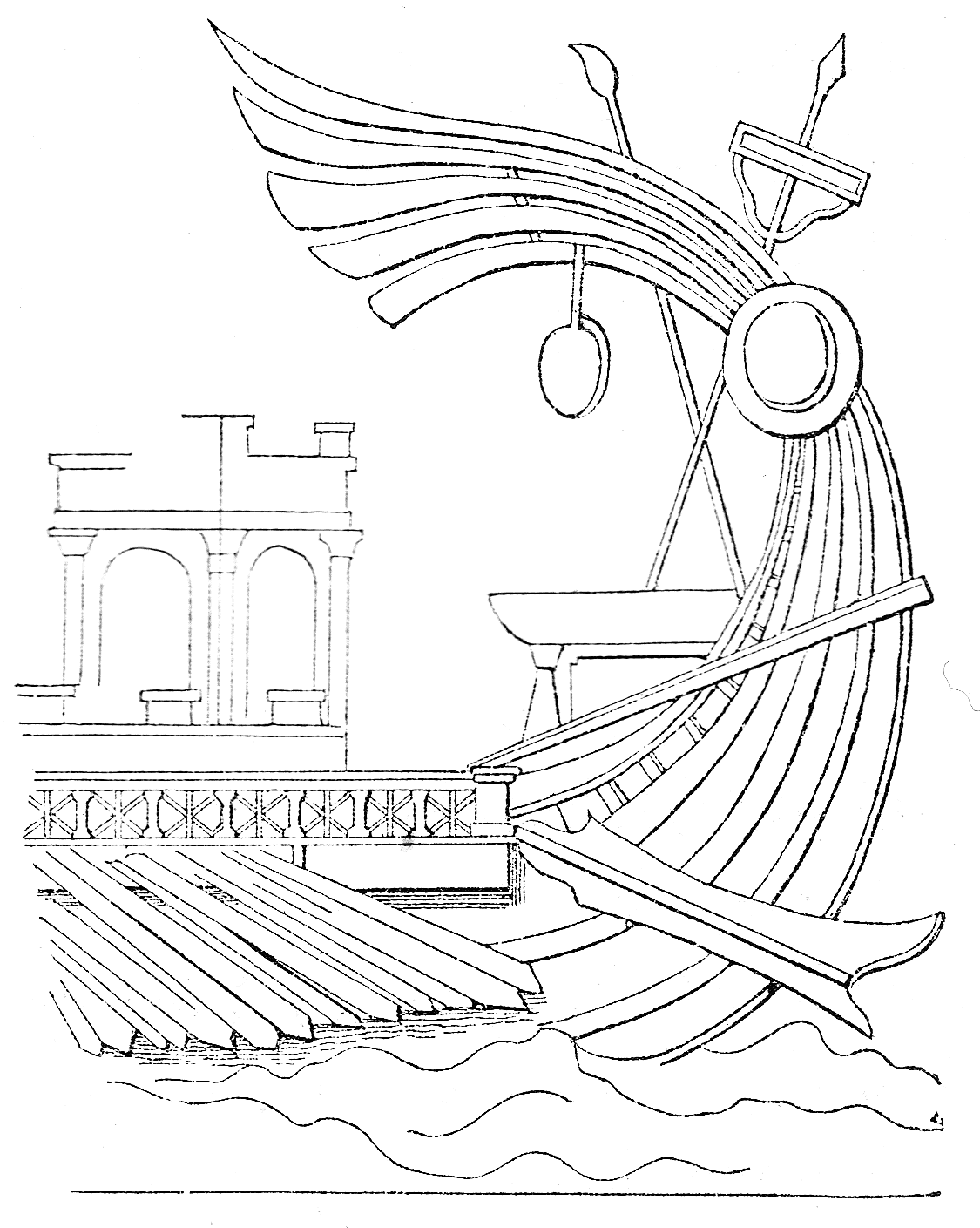
Popa amb aflats.

Per referir-se a la popa en grec homèric es deia πρυνᾕ ναῦς. Segons Eustaci de Tessalònica, πρυνός significa «el que hi ha darrere», en referència a la part posterior d'un vaixell. En època clàssica es designava amb la paraula πρύμνη.
Tenia una fisonomia tan característica com la proa. De certs detalls del concepte constructiu no existeix correspondència en la marina moderna. La proa i la popa no es diferenciaven d'una forma tan marcada com en la marina dels últims segles. Heus aquí la raó: una embarcació de vela pugues, segons ho necessiti, inclinar-se a estribord o a babord, però li és impossible parar i canviar instantàniament d'adreça com un vaixell de rems o de vapor. Si el constructor naval proporciona a la proa formes fines perquè trenqui fàcilment les ones, pot allargar-se la popa. Gràcies a la popa quadrada les galeres del segle xviii eren veritables cases flotants; en canvi la trirrem, era un enginy de combat i tot estava disposat perquè respongués els més exactament possible a aquest propòsit. Tenia una popa prima i fina com la proa, perquè pogués maniobrar lliurement, i marxés cap enrere al primer senyal donat als remers. En les representacions monumentals s'aprecia que els vaixells grecs amb esperó tenien generalment la proa més enfonsada que la popa: la proa a causa de l'esperó, es construïa de manera més sòlida, més pesada i tenia més calat. Com era la part destinada a estavellar-se contra els vaixells enemics havia de ser més robusta i pesada. En canvi, la popa es podia alleugerir: el codast formava amb la quilla un angle obtús i s'aixecava en una corba imperceptible, de manera que en un desembarcament la nau es podia encallar en una platja de sorra, inclinada en pendent suau. El codast, a l'altura del pont, sobre el qual anava superposat un conjunt de peces que s'unien en la vertical, després formava una corba entrant feia l'interior del navili. De l'extremitat d'aquesta prolongació del codast partia una sèrie de lleugers adorns anomenats aflastas (ἄφλαστα), que s'estenien per sobre d'una part del castell de popa.
Els aflastes eren a la popa el que l'acrostoli a la proa: els primers estaven en el seu coronament, el segon estava en l'extremitat del στόλος.. La forma de l'aflasta, segons Pausànies, seguint a Eustaci de Tessalònica, que cita a Dídim d'Alexandria, s'aixeca a la popa. Estava compost de taules recurvades amb les quals es creuava una altra taula que les reunia i que reposava sobre un suport fixat darrere del timoner. En aquestes taules i en la trasversal que les unia se suspenia el gallardet que era l'emblema del navili. Segons Pòl·lux, els aflastas eren l'extremitat de la popa; per sota d'ells hi havia una peça vertical de fusta, enmig de la qual se suspenia un gallardet que es deia ταινία.
Al voltant de la popa s'estenia una galeria anàloga a les quals decoraven les galeres de Lluís XIV i de Lluís XV, però naturalment més simples. Aquesta galeria és visible en un vaixell mercant de Ilercaonia. Segons Pòl·lux aquestes galeries o tal vegada simplement les peces ena sortidesa que les suportaven, eren anomenades pels grecs περιτόναια.

### Timons
El sistema emprat pels grecs per dirigir els seus vaixells difereix completament de l'actual. En lloc d'un únic timó enganxat al codast, cada nau tenia dos timons d'espadella, tal com apareixen en els monuments figurats i com ho testifiquen Les Inscripcions navals. Estaven situats en la popa, un a estribord i l'altre a babord. Es deien πηδαάλια, οἴακες, αὐχένες: els tres termes eren sinònims i empleats indistintament. Es deien habitualment en plural. No obstant això, hi havia entre aquestes paraules una diferència primitiva quant al sentit, com indica Eustaci de Tessalònica en parlar de πηδαάλια.
| « | Algunes persones consideren com a sinònim d'aquesta paraula la de αὐχή, com ho denota el terme usual αὐχένιον. | » |

La següent glossa es troba en el Lexicon rhetoricon: οἴαξ. πηδάλιον αὐχήν. Afegeix l'autor que Diogenià entén per οἴακες, les rodes que mouen els timons, és a dir, la metxa del timó, que és rígida, i uneix l'eix i les volanderes per les quals passen les cordes de transmissió, i també uneix la canya a la pala del mateix. Dels termes nàutics és de fet, el de οἰακια, el significat del qual és rodes de fusta, el mitjà a través dels quals es feia girar el timó d'espadella. Així, segons Eustaci, encara que les dues paraules s'empressin de manera indistinta, el sentit propi de οἴαξ és el de canya del timó. Zonaràs entén per οἴακες les peces de fusta adaptades als timons per fer-los maniobrar, que estaven a mà dels timoners. El lloc del timoner es deia σκηνή.

### Materials
Plató parla dels arbres essencials que es feien servir per a la construcció naval: l'avet, el pi i el xiprer.
Teofrast comenta que en la construcció de la trirrem era habitual l'ús de fusta d'avet i aconsella la d'aquesta conífera per la seva lleugeresa. El filòsof recull l'afirmació d'alguns autors que diuen que la fusta utilitzada en ocasions per les trirrems era de picea, en el cas que no tinguessin a mà fusta d'avet; la de làrix pel seu poc pes per a les parts internes. De fustes dures, com el freixe i l'om eren els pals del proel, així com de roure per la quilla, perquè aquesta pogués resistir el remolcament. Els sirians i fenicis empraven el cedre, donada l'escassetat de picea a les seves terres.
Les parts arrodonides, com l'exterior de la quilla a la qual s'unia la coberta, i les bigues de l'àncora (ἡ ἄγκυρα) estaven fetes de freixe, morera i om, ja que es precisava que aquests elements fossin forts. Alguns, com els xipriotes, construïen aquestes parts amb fusta de pi d'Alep, malgrat que es podreix aviat.
La fusta solia procedir de Tràcia i de Macedònia, ja que a l'Àtica no hi havia boscos de qualitat. Entre els reis macedonis i Atenes van existir acords per importar fusta o perquè els armadors atenesos construïssin allí les seves naus.
Atès que els tractaments per preservar la fusta del buc de l'atac de la broma no eren molt eficaces, aquesta es deteriorava ràpidament. Per evitar-ho, era habitual que les naus fossin retirades de l'aigua i les ateneses deixar-les en sec en els arsenals de El Pireu.
El calafatament, és a dir, la impermeabilització del buc, es feia introduint brea o cera en els intersticis del tauló. El calafatament es deteriorava amb el temps i era necessari renovar-ho cada vegada que es posava la nau en sec. Aquest era el moment en què els operaris de la drassana aprofitaven també per a carenar el buc, és a dir, netejar-ho d'adherències (algues i restes de brutícia) perquè no es veiés reduïda la velocitat per la major resistència hidrodinàmica del buc. Després del calafatament i crestallera del buc, es procedia a pintar-ho.

#### La qüestió de lesparexeiresíai
La parexeiresía (grec antic παρεξειρεσία) era la part sortint de la trirrem entre els remers i la broda, una estructura que sobresortia en els costats de les trirrems, al costat de la qual estaven situats els tranites (θρανῖται, thranîtai). Eren peces longitudinals de fusta que sostenien els rems d'aquests remeros, situades en l'extrem de la proa i de la popa. Hesiqui d'Alexandria apunta que «és com si es digués que està més enllà dels rems» (...ώσεί λέγοι τις εἰ ρεσία). La lexicografia antiga no presenta més que aquest testimoniatge, el primer cronològicament, que ha estat copiat a tot arreu. Aquest terme, segons J. Taillardat sembla ser un compost de ἐξάγγελος, i παρέξ, que jugaria el paper d'adverbi. En aquest context παρξειρεσία significa «aparell de la porta que està fora i al llarg del vaixell». Designaria i seria equivalent a l’apostis de les galeres franceses dels segles XVII i XVIII. En absència de referències literàries o iconogràfiques, als historiadors no els ha satisfet aquesta hipòtesi fins a temps recents. Durant molt temps es va suposar que la trirrem tenia l'aspecte d'un pentecònter, al com simplement se li haurien afegit dues fileres superposades de remers i amb el buc sensiblement llis en l'exterior.
Per a un nou estudi del conjunt de documents la font iconogràfica més precisa és el baix relleu Lenormant. Recolzant-se en l'experiència de les galeres modernes, es té en el present gairebé la certesa que les parexeiresíai estaven emplaçades a prop d'un metre en la part exterior del buc. Els bancs dels tranites estaven situats al nivell dels taulons inferiors.
J. Taillardat, recolzant-se en els següents quatre textos i, en menor grau, en les restes figuratives, intenta aportar el sentit del terme:
- a)

| «                               | contra la irrupció de les ones sota la parexeiresía de cada broda (πρòς τᾁς ἐπιβολᾁς τὤν χυμάτων ύπὲρ τὴν παρεξειρίαν ἑχατέρσυ τοίου),Càbries va estendre pells sense adobar contra les envestides de les ones sobre un i un altre costat de proa i, clavant-les fermament a la part alta del pont, i les feia descendir verticalment fins a les parexeiresíai, a tall de falques (φράγμα). Això impedia que el vaixell es tornés pesat, que els mastelers es trenquessin, i que els mariners anessin xopats per les ones; i al no arribar les ones, gràcies a la protecció de les falques, la por no els feia aixecar-se als remers, i amb això va evitar que sotsobrés la nau. | » |
| — Poliè, Estratagemes III.11.13 | |   |

- b)

| «                                      | en poc temps, el vent va fer que el mar creixés i que, sobre les brodes, entrés aigua en abundància, no solament pels portes dels tolets, sinó també per les parexeiresíai (ῴς μὴ χατά τὰς χῴπας μόνον, ἀλλὰ χαὶ ὑπὲρ τὰς παρεξειρίας ἐπεισρεἵν ἡμἵν ἐχατέρωήεν ὰφθόνως τοῦ ὖδατος | » |
| — Flavi Arrià, Periple del Pont Euxí 5 | |   |

A propòsit dels huns adaptant els seus aumedies a la navegació marítima, Agàties diu que:
- c)

| «                          | que ells instal·laven tolets sobre cada broda, una espècie de parexeiresíai provisional (χωπητῆ ἐφˈἐχατέρα χαὶ οἲον παρεξειρίας αὐτομάτους ἐμηχανῄσαντο) | » |
| — Agàties, Històries V.21. | |   |

- d)

| «                           | Càbries disposava de dos timons per cada triera per a les navegacions en alta mar, i en les tempestats utilitzava el corrent, però si el mar es crespava, passava l'altre a través de la parexeiresía, pels rems dels tranites, (θάτερα [scil. πηδάλια] διὰ πῆς παρεξειρίας χώπας παρετίθει) amb la gola i anelles sobre el pont, de manera que en aixecar-se la popa, la nau era dirigida amb aquest. | » |
| — Poliè, op. cit. III.11.14 | |   |

D'aquests quatre passatges es poden extreure les següents conclusions: hi havia una parexeiresía sobre cada broda de la triera (cf. els textos a), b) i c). Contràriament al que afirmaven els lexicògrafs de l'Antiguitat, hi havia remers —i, per tant, rems— en l'emplaçament on es trobava la parexeiresía; això resulta clarament del text a, sub fine: És segur que la parexeiresía portava tolets (cf. c). La parexeiresía per sobre de les portes (cf. b), en el lloc dels rems dels tranits (cf. d), de la qual se sap a més que constituïa la primera fila de rems.
La παρεξειρία havia de ser «l'aparell dels tolets que es trobava fora i al llarg de la triera», és a dir el seu apostis, la πάροδος, el passatge. En definitiva, seria la part sortint a un costat i a l'altre.
No obstant això, Morrison i Coates, assenyalen que no es pot afirmar que hi hagi una indicació clara en els Inventaris navals atenesos i en les fonts literàries sobre la presumpta connexió entre els tranites i les parexeiresíai.

### Els rems
La qüestió de la posició de les parexeiresíai està estretament lligada a la dels rems: si aquests suports estaven enganxats al buc, els rems de la filera més alta havien de tenir una longitud superior amb la finalitat de penetrar a l'aigua de la mateixa manera i sense entrecreuar-se amb el dels nivells inferiors. Ara bé, el general de les galeres de Lluís XIV, Jean-Antoine de Barras de la Penne, afirmava que els rems que no tenen dimensions idèntiques als de les files següents no permeten mantenir la cadència. Aquesta necessitat, treta de l'experiència, confirma el model adoptat actualment de l'amplitud de les parexeiresíai en l'exterior del buc.
Cada rem era manejat per un sol home: «el pla era que cada mariner agafés el seu rem, coixí i estrob» El coixí havia de servir com a seient, no tant per protegir les natges dels remers, com perquè no rellisquessin, especialment quan remaven amb força. L'estrob servia per mantenir el rem al nivell de la apostis. Els rems, tenien una longitud de 4,17 m. Alguns autors antics indiquen que al centre del vaixell els mariners de les tres files accionaven els rems més llargs, que mesuraven 4,40 m, pràcticament el llarg estàndard de les canoes modernes. Els rems utilitzats en proa i popa eren lleugerament més curts mesuraven 4,10 metres.
Els registres navals informen que cada trirrem rebia 200 rems: 170 per als tres bancs de remers, i 30 de les dues dimensions, de recanvi. Mirant una trirrem pel flanc sembla que l'esquema general estigués disposats en forma de quincunci. No obstant això, l'habitual era l'agrupament de tres rems en una fila obliqua: els rems dels tranites, zigites i talamites formaven, en un segment dau, la unitat fonamental, d'on prové el nom de triera, «amb tres files». Hi havia 27 d'aquestes unitats en cada costat, a les quals s'afegien dos tranites remant sols davant i darrere.

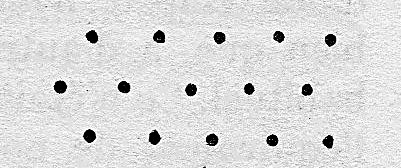
Quincunci.
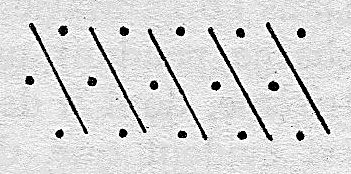
Fila obliqua.

La direcció de la nau es duia a terme mitjançant un timó, una espècie de rem, que a causa de la seva forma diferent, es maniobrava des de la popa. Amb mal temps la trirrem s'equipava amb dos timons, el segon situat en la proa.
| «                               | Càbries disposava de dos timons per a les navegacions en alta mar, i en els temporals i amb calma absoluta utilitzava el corrent, però si el mar es crespava passava l'altre a través de la proa pels rems de la part superior amb la gola i anelles sobre el pont, de manera que en aixecar-se la popa, la nau era dirigida amb aquest. | » |
| — Poliè, Estratagemes III.12.14 | |   |

Això no excloïa que hi hagués naus amb els dos sistemes d'adreça situats conjuntament en la popa.

### Els mastelers i veles

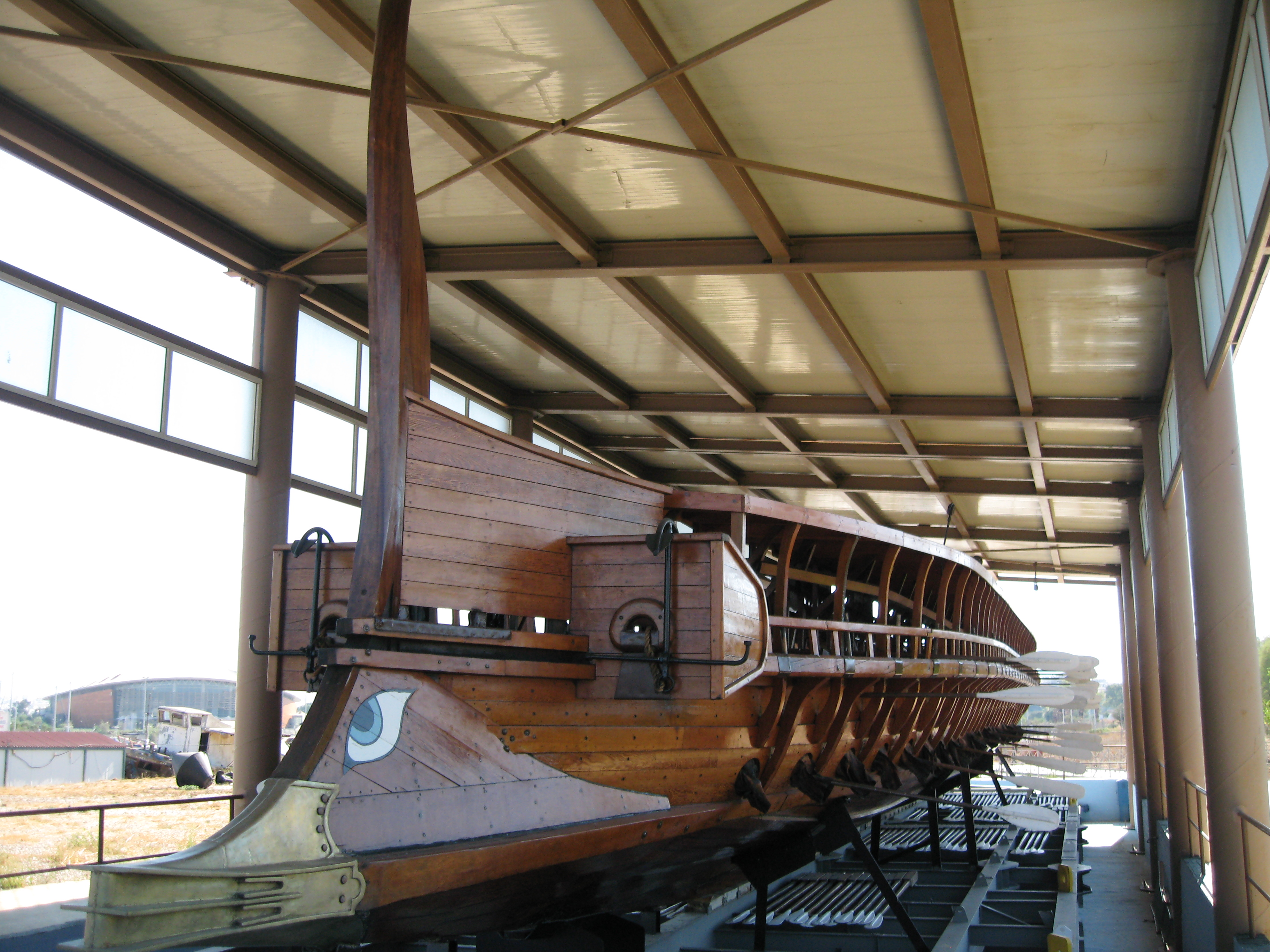
La trirrem Olympias en dic sec.

Encara que se sap que la trirrem romana tenia dos mastelers, el principal vertical i situat al centre, i un segon davant i inclinat, els especialistes tenen dubtes quant a que el grec els tingués.
Segons els textos de l'època clàssica, almenys des de finals del segle V aC i fins a l'any 352 aC, aquests navilis estaven dotats amb dos mastelers: un pal major (ἱστός μέγας) amb el seu vela major (ἱστίον μέγα) de forma quadrada sostinguda per una verga d'al voltant de 22 m d'amplària i de 8 m d'altura; un segon masteler denominat ἱστός ἀκάτειος amb la seva vela denominada ἱστίον άκάτειον. La akateion romania sempre a bord; servia per a la mar gruixuda o per a la fugida durant una batalla, sobretot si la trirrem era incapaç de maniobrar a rem pels danys infligits. En previsió d'un combat naval, l'aparell principal era dipositat en terra, per ser massa voluminós per a una embarcació estreta, i amb la finalitat que la marxa no estigués a capritx del vent. Que la grandària de la akateion era menor que el de la vela major, ho indica l'oposició dels termes μέγας/ἀκάτειος, i ho confirma el fragment d'Epícrates el Còmic: «abandona els gots i aixeca les grans copes», broma per al joc de paraules «porta les akateia i hissa les veles majors» Aristòfanes va ser el primer autor a esmentar la vela akateion; el segon va ser Xenofont en 373 aC; i en tercer lloc els Inventaris navals d'Atenes de 356 i de 352 aC. Per una cita d'Heròdot s'infereix que ja existiria a principis del segle V aC En 330 aC el masteler akateios i la seva vela van desaparèixer dels inventaris atenesos.
Sobre l'ús d'aquestes veles, Xenofont diu que: «Ifícrates... preparava tot per al combat naval... va deixar les veles majors a Atenes, navegant com si anés a presentar batalla, i utilitzava poc les veles petites (akáteia histía) encara que el vent fos favorable; doncs realitzant la navegació a rem aconseguia que els homes es mantinguessin físicament millor i que les naus marxessin millor». Es dedueix que la vela akateion la guardaven a bord sense hissar-la. Així s'explica que en la primavera de l'any 413 aC, després que els siracusans anessin derrotats pels atenesos en una batalla naval en el Port Gran de Siracusa, el general espartà Gílip en ocupar els forts atenesos de Plemiri, «va capturar un considerable botí, doncs com els atenesos se servien dels forts com a magatzem, hi havia allí... molt material dels trierarques, ja que fins i tot es van agafar quaranta veles de trirrem amb la resta de l'aparell...». En 405 aC, Conó, que va escapar al desastre d'Egospòtam fugint amb 9 trirrems, «després que es va adonar que la situació dels atenesos estava perduda, es va detenir en Abàrnide, el promontori de Làmpsac, i allí es va apoderar de les grans veles (τὰ μέγαλα ιστία) de Lisandre»
Conseqüentment, en el curs de la batalla, no es disposava més que d'una vela (la akateion) i solament s'hissava per fugir: així els samis en Lade (estiu de 494 aC) «conforme a l'estipulat amb Eaces, van hissar les veles i van abandonar la formació posant rumb a Samos (ἀειράμενοι τὰ ἱστία ἀποπλῶσαι ἐϰ τῆς τάξιος ἐς τὴν Σάμον)»; per a Epicur, a finals del segle V aC, τὸ ἀκάτειον αἵρεσθαι «hissar la akateion» és una locució exactament sinònima de φεύγειν.
Sobre com s'emprava la akateion en situacions diferents a les d'un combat naval, únicament es poden fer hipòtesi:
I Primera hipòtesi: la trirrem emprava simultàniament la vela major i el akateion, la qual cosa suposava dos mastelers aixecats simultàniament. En aquest cas:
a. Es tractava de dos mastelers verticals i paral·lels? La qüestió és legítima, perquè, després del descobriment de la Tomba della nave a Etrúria (1958), es té la seguretat que existien vaixells mercants en el Mediterrani amb dos mastelers verticals.
b. o bé la akateion era una espècie de vela quadrada aparellada sota el bauprés (la artemon dels vaixells de guerra romans), és a dir una petita vela quadrada situada damunt de la proa i suspesa d'un masteler curt i inclinat?
II Segona hipòtesi: la trirrem emprava alternativament la vela major i la akateion. La akateion i el seu masteler, substituïen a la vela major i el seu masteler. Dit d'una altra manera, l'ús de la vela major excloïa el de la akateion.
Cap text recolza la primera hipòtesi (I a. i b.). Al contrari, Epícrates el Còmic orienta cap a la segona possibilitat considerada, la cita de la qual en un fragment s'ha consignat en el segon paràgraf d'aquesta secció.
Mancant monuments figurats dels segles VI i V aC representant una trirrem sota el seu velam, gens és segur, segons Taillardat, al marge de la pròpia paraula: akateios deriva de ἡ ἄκατος, que designa tota classe de navili, petit o gran; perquè ἄκατος, contràriament a l'opinió comuna, es diu també de la triera, com ho mostra Aristòfanes a Els cavallers, 761: «hissa els dofins i posa la nau al seu costat» (τοὺς δελφῖνας μετεωρίζου καὶ τὴν ἅκατον παραβάλλου).
Existeix incertesa sobre el segon masteler, la posició del qual a bord no es coneix: vertical davant del pal major (ἱστός μέγας), inclinat com en les trirrems romanes o substituint al pal major en el seu forat durant els assalts. J. Taillardat s'inclina per aquesta opció. Una de les dues primeres hipòtesis no està dilucidada: si els mariners usaven les dues veles al mateix temps, el masteler petit (histos akateios) havia de ser el «masteler de bord». Se li denominava així, perquè, contràriament al pal major, es podia guardar a bord de la trirrem, a causa de la seva reduïda grandària (encara que les seves dimensions exactes no són conegudes). Això ha portat a suposar que la segona hipòtesi és la bona: el histos akateios amb la seva vela era un substitut temporal de l'aparell normal: el pal major i la vela major.
La petita vela i el seu masteler es van abandonar en el període hel·lenístic, ja que no s'esmenten en els inventaris dels arsenals. Això seria conseqüència potser del paper secundari jugat per les trirrems en profit d'unitats de més tonatge. Van reaparèixer en les trirrems romanes, en els quals van ser situats en la part davantera de la proa.
La vela major era quadrada, sustentada per una verga d'assemblatge feta amb dos pals almenys. El nom en plural, ϰεραῗαι («vergues») designa un objecte únic d'estructura complexa. Aquesta vela no portava badafions. Per disminuir la superfície enfrontada al vent la hi arremangaba com un estor amb briols (terthrioi) que passaven per unes volanderes (krikoi) fixades sobre la tela. Paul Gille, basant-se en els gravats de Delos, estima que l'envergadura de la vela major era de 20 metres de llarg, amb 8 m d'altura, i una superfície d'uns 176 m². És versemblant que la akateion tingués també forma quadrada, però no hi ha proves. La artemon romana sí tenia aquesta forma. Es pot comprendre que la triera, amb les seves altes estructures (2,15/2,20 m) i massa poca altura a nivell de l'aigua (1 m) fos incapaç de cenyir el vent, solament podia traçar ziga-zages. Sobre això es disposa del testimoniatge de Xenofont respecte a l'acusació a Teràmenes que Críties fa davant la Boulé: «és necessari, Terámenes, que un home digne de viure no ha de ser sol hàbil per portar endavant als seus companys en les situacions difícils, i si es presenta un obstacle, canviï al punt de bàndol (εὐθὺς μεταβάλλεσθαι), sinó afanyar-se com en una trirrem, fins que es posin al vent favorable (ὦσπερ ἐν νηὶ διαποεἵσθαι. ἕως ἆν εἰς οὓρον ϰαταστὧσιν). Doncs, en cas contrari, com podrien arribar alguna vegada on han de, si a cada obstacle, immediatament es posen a navegar amb rumb contrari? Aquest text prova que la trirrem no zigzaguejava, si no seria inintel·ligible.

#### La navegació normal
Per calcular de manera aproximada la seva velocitat, solament es disposa d'un passatge de l'Anàbasi de Xenofont: «τριήρει μέν ἐστιν εἰς Ήράϰλειαν ἐϰ Βυζαντίου ϰώπαις ἠμέρας μαϰρᾶςπλοῧς, de Bizanci a Heraclea (de Bitínia o Pòntica, hi ha per una trirrem una llarga jornada de navegació a rem [o "ajudant-se amb els rems"?]». Johann Bernhard Graser, estimant la distància entre Heraclea i Bizancio en 160 milles nàutiques i la jornada de voga en 16 hores, obté una velocitat de 10 milles per hora.
Aquí, també, els dubtes subsisteixen: no hi ha cap detall dels mitjans utilitzats per a la propulsió del buc durant la navegació. Per aconseguir el rendiment al que es refereix Xenofont, historiadors com A. Cartault pensen que la vela era secundada pels remers, ja que aquests no podien sostenir físicament el ritme durant tot el dia i la utilització exclusiva de la vela no permetia aconseguir aquesta velocitat. W. W. Tarn assenyala que per a una galera, 9 milles per hora constitueix una gran velocitat. Amb major motiu, 10 milles per hora.
Paul Gille va realitzar uns càlculs teòrics els postulats dels quals van ser: longitud de la flotació 34 m, amplària de carena 4,30 m, calat 1,10 m, desplaçament 90 tones, 174 remers. Els seus resultats són:
1. A rem i per una cadència de 18 palades per minut, una trirrem τρίϰροτος (tres nivells de remers en acció), es desplaçava a uns 5,2 nusos; δίϰροτος (dos nivells de remers en acció), 4,5 nusos; μονόϰροτος, 3,6 nusos.
2. Únicament a vela (amb una superfície benvolguda en 176 m²), la mateixa trirrem desenvolupava 5,2 nusos amb una petita brisa (força 3 Beaufort); de 7 a 8 nusos quan el vent augmentava.

Per navegar a 10 nusos la trirrem al que al·ludeix Xenofont, havia d'emprar la vela i els rems: θεῖν ϰαὶ έλαύνιν, com deien els atenesos.

### Rendiment
Segons les estimacions fundades en l'afirmació de Xenofont, s'obtenia una velocitat de 10 nusos en navegació, la qual cosa no és materialment possible si un solament dels mitjans de propulsió no s'utilitzava. Segons els càlculs s'aconsegueixen una mica més de 5 nusos amb el conjunt de mariners en els rems i al voltant de 8 nusos amb la vela amb brisa moderada (vent de 20 a 28 km/h).
En les travessies, les forces dels remeros eren economitzades, com indica el mateix autor:«(...) si la brisa era favorable, feia desplegar les veles i els homes descansaven mentre avançaven, però si calia remar, feia descansar als mariners per torn».
La trirrem atenenca que a l'estiu de l'any 427 aC va navegar dia i nit entre El Pireu i Mitilene, una distància de 355 km (192 milles nàutiques), va ser una excepció a la norma.
Durant els combats, la trirrem era moguda per la força dels braços; es pot imaginar, a la vista de la velocitat aconseguida pel Olympias en els anys 1980-1990, que havia de sobrepassar els 10 nusos al moment de major velocitat durant l'envestida amb l'esperó i la cadència dels cops de rems augmentant durant aquestes maniobres. En el fragor de la batalla possiblement podria arribar una velocitat no inferior a 20 km/h per a distàncies menors de 2 quilòmetres.

## Tripulació

### El trierarca
Una trirrem era finançada per un ciutadà o un metec ric, no obligatòriament un marí, membre de la classe dels pentacosiomedimnos, i anomenat «trierarca». Rebia la nau de la ciutat i era responsable davant ella, havia de pagar les eventuals reparacions i el sou de la tripulació quan la ciutat no podia. També havia de fer front a les despeses imprevistes. Aquesta litúrgia era la més costosa i el trierarca gaudia en conseqüència d'un prestigi considerable a la ciutat, davant els seus conciutadans. Malgrat això, sembla que no era un càrrec envejat, en vista dels versos que Aristòfanes posa en boca d'Èsquil en un passatge de Les granotes:
| «                                         | «Això és el que fa un ric que no vol ser trierarca, s'embolica en parracs, plora i diu que és pobre». | » |
| — Aristòfanes, Les granotes, v. 1065-1066 | |   |

A partir del segle V aC la trierarquia es va convertir en una càrrega financera massa onerosa per un sol home i els trierarques van començar a agrupar-se per armar un vaixell: al principi dos, posteriorment varis.

### Composició de la tripulació
Durant la Guerra del Peloponès, la trirrem atenenca estava tripulada per diverses classes diferents de personal:
- Un estat major, del que el trierarca era el cap, el capità, càrrec que podia delegar contractant a un marí experimentat, que exercís el govern executiu del vaixell i les funcions de pilot (kybernétès).[120] El capità estava secundat per un altre oficial (proreus), tres contramestres, dos toicharchoi (encarregats de les maniobres d'atracament i desatracament, i responsables de la càrrega i l'equip del navili),[122] tots dos sota les ordres del còmit (kéleustès), responsable del comandament directe dels remers, dels aulos i els trieraulos (trièraulès), flautistes encarregats de marcar la cadència de les palades.[120] Li ajudava en les seves funcions un subcòmit (pentecontarchos), el nom del qual fa referència al comandament de 50 remers.
- 170 remers.

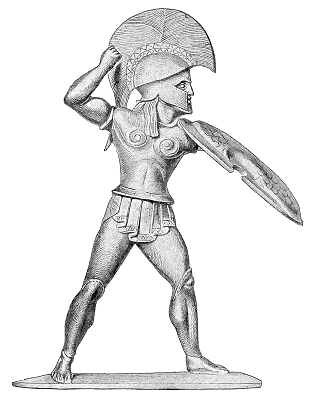
Hoplita.

- 13 mariners (ναῦται) que s'encarregaven de les maniobres (timó/timons), de l'aparell i el velam, la funció del qual era executar les ordres relatives a la navegació a vela, encara que podien també ajudar en els abordatges.
- 10 epíbates, hoplites destinats a combatre durant els abordatges, desembarcaments o servint per a la protecció del dispositiu de fondeig; també solien embarcar-se diversos arquers navals encarregats de fustigar als vaixells enemics abans de l'abordatge.
- En època hel·lenística, els katapeltaphetai eren els responsables de l'allistament i maneig de les màquines de guerra instal·lades en les naus.[122]

El total de la dotació era de 200 homes aproximadament, xifra considerable per a un navili. Per armar una flota de 200 trirrems, eren necessaris 40.000 ciutadans. Aquesta xifra ens pot donar la mesura del desastre que va representar per a Atenes la batalla d'Egospòtam en 405 aC, amb la pèrdua de 160 vaixells, i les seves tripulacions, capturades o executades.
D'altra banda, el nombre d'homes a bord no era fix i va variar en el transcurs dels anys en funció del nombre d'epíbates embarcats.

### Els epíbates
Aquesta infanteria era molt nombrosa en els primers anys del segle V aC, quan l'envestida amb l'esperó no s'havia imposat encara com a estendard en el combat naval. Així, per exemple durant les guerres mèdiques, en 494 aC durant la batalla naval de Lade: «els de Quios havien aportat cent naus, a bord de cadascuna de les quals figuraven quaranta soldats d'elit reclutats entre els ciutadans»
Alguns anys després, les naus que van lliurar la batalla de Salamina portaven 30 infants, quant a les ateneses cadascuna comptava amb 14 hoplites i 4 arquers (toxótai). Els arquers no anaven amb els epíbates en coberta, sinó que se situaven al costat del capità i el timoner, i eren la seva guàrdia personal, segons es descriu en una inscripció de 412-411 aC. Eurípides els anomena en Ifigènia entre els taures, situats a popa, cobrint al capità i al timoner durant el combat.
El maig de 431 aC, una flota de 100 trirrems atenenques va embarcar 10 hoplites i 4 arquers cadascuna, sent els seus comandants Carcí el Vell, Proteas i Sòcrates. A aquests soldats podia també afegir-se llançadors de dards (akonistaí); però la regla general posterior, fins i tot si va poder variar, va ser que les trirrems atenenques es van alleugerir de combatents i es va reduir a 10 epíbates (epibátai) en temps de la Guerra del Peloponès, xifra adoptada pel conjunt de Grècia: «els lacedemonis i els seus aliats van enviar una expedició de cent naus contra l'illa de Zacint, que està situada davant de Èlide […]. Anaven a bord mil hoplites lacedemonis i com a navarc, l'esparciata Gnem».
Els deu epíbates atenesos tenien el rang més alt després del capità. El Decret de Temístocles els esmenta en segon lloc.
Quan es produïa el xoc de les flotes, tenia lloc una espècie de batalla de terra en el mar.
Com els remers de la classe censatària dels ciutadans més modests, és a dir, els tetes, els epíbates no pagaven els seus equips d'hoplita, que els eren subministrats per la polis (ciutat); al contrari que els falangites que combatien en terra ferma.

### Tripulació de coberta
El comandament de la tripulació de coberta (hypēresia) estava sota el comandament del timoner, el kybernētēs, que sempre era un experimentat marí i sovint el comandant de la nau. Els mariners veterans podien trobar-se en els nivells superiors de les trirrems. Altres oficials eren: el prōreus o prōratēs, oficial al càrrec de les operacions en la proa, el contramestre (keleustēs), l'oficial d'intendència (pentēkontarchos), el fuster de ribera (naupēgos), el flautista (aulētēs), qui marcava el ritme de voga als remers, i dos toicharchoi, al comandament dels remers de cada costat.

### Els remers

Tall transversal d'una trirrem grega.

En el més alt dels tres nivells situats en el punt més allunyat de l'eix de la nau s'asseien sobre tamborets 31 tranites (thranítai, de trânoι; tamborets) en cada broda, asseguts a 89 cm (dos colzes) entre ells, i lleugerament per davant i per sobre del zigita corresponent. Perquè els seus rems no interferissin amb els dels nivells inferiors, eren instal·lats en un dispositiu elevat sobre el buc i obert al vent. Els tolets per als seus rems descansaven sobre boterells que sobresortien prop d'un metre de cada costat de la trirrem. La palada dels seus rems era la més enèrgica, perquè pivotaven des de molt alt, penetrant abans a l'aigua. En la filera intermèdia i a l'interior del buc, sobre els baus, se situaven 27 remers, anomenats «zigites» (zygioi, de zeugon, bau), lleugerament desplaçats en relació als seus veïns superiors, per aprofitar millor l'espai vertical i que passessin els seus rems per un lloc calat del buc. Cada zigita s'asseia damunt i lleugerament avançat del talamita corresponent, i recolzava el seu rem sobre la broda. En el nivell inferior, al celler, 27 «talamites» (thalamitoi, de thálamos; celler), també desplaçats per les mateixes raons, accionaven els seus rems a través de les portes, obertures circulars situades a uns 45 cm de la línia de flotació. Un petit embolcall de cuir era acuradament adaptat entorn del rem, per facilitar-ne la penetració i impedir que l'aigua el mullés. Si existia risc de danys per als rems, aquests es pujaven i les obertures es tapaven amb les portes.
En corbar-se i allargar-se el buc a cada extrem, els bancs inferiors quedaven comprimits. En conseqüència hi havia quatre tranites de més.
A l'Atenes del segle V aC, mentre la ciutat va poder proporcionar la mà d'obra, (és a dir, fins a la segona fase de la Guerra del Peloponès) tots els remers eren ciutadans lliures, eventualment reforçats per metecs i remunerats amb un sou equivalent al de les tropes terrestres. Aquest sou consistia en una dracma diària en l'època de l'expedició a Sicília, a la qual es va afegir, per a aquesta operació específica, una paga extraordinària únicament als tranites, que desemborsaven els trierarques. Aquesta compensació especial es va deure al fet que el seu treball de superior categoria i, en aquesta ocasió de millor paga, requeria més esforç, ja que manejaven els rems més llargs. Eren reclutats entre els remers més hàbils, i estaven més exposats a l'enemic en les batalles navals.
Almenys en teoria, l'Estat era el que es feia càrrec dels pagaments, però això suposava una càrrega financera més que considerable, per la qual cosa en la pràctica era habitual que fos el trierarca el que ho fes efectiu o bé es procurés mitjançant el saqueig i el botí de guerra. És de suposar a més, que els «especialistes» havien de percebre algun tipus de bonificació ja que es tractava d'oficis que requerien una qualificació. La possibilitat de rebre una dracma al dia era prou atractiva com perquè no faltessin voluntaris provinents de les classes inferiors (segons la classificació soloniana): els tetes. Mancant oportunitats de prosperar a l'Àtica, la perspectiva d'estar allistat en el servei actiu no era res desalentadora. I en el cas que els ciutadans de l'Àtica no bastés per cobrir els bancs de rems íntegrament, és de suposar que no existiria problema a reclutar mercenaris d'altres polis, allistar als metecs de la pròpia Atenes o fins i tot als esclaus.
Quant a la distribució dels bancs de remers, ha existit una polèmica durant segles sobre aquest tema. El problema ha consistit bàsicament en el fet que les fonts literàries, que esmenten la trirrem innombrables vegades, no es detenen a descriure com era, ja que per a ells una trirrem era alguna cosa molt familiar, coneguda per tots. Per si no fos poc, s'ha demostrat també que no existeix continuïtat entre l'art de construir vaixells de guerra a l'edat antiga i a l'Edat Moderna, que sí està ben documentat. S'ha debatut extensament sobre com eren aquests vaixells: l'única cosa que semblava estar fora del debat és que els remers estaven agrupats en grups de tres (triers) a cada banda, però no se sabia com estaven exactament. Les combinacions possibles són pràcticament interminables, però coneixent amb exactitud les mesures de la nau i revisant la iconografia, juntament amb una nova interpretació dels textos disponibles, s'ha pogut arribar a certes conclusions. S'ha formulat una hipòtesi que advoca per l'existència de dos nivells de voga, cadascun amb tres files de remers de proa a popa.
La teoria ortodoxa afirma que una trirrem comptava amb tres fileres superposades de rems per banda, amb els bancs disposats de forma escalonada. Aquesta disposició, amb rems individuals, permet que aquests no siguin excessivament llargs, i evita que els remers es destorbin entre ells, de la mateixa manera que fa possible retreure els rems cap a l'interior del buc en cas d'abordatge. Els talamites i zigites estaven a l'interior del buc, mentre que els tranites s'asseien a la sortidesa de la coberta superior. En estar en la posició més elevada, aquests últims eren els que més esforç realitzaven, ja que en entrar el rem a l'aigua amb un angle més vertical, el braç de palanca requereix que s'apliqui més força. De la mateixa manera, els tranites controlaven que el ritme i l'angle d'entrada dels rems dels seus companys fos l'adequat, ja que els tranites eren els únics que podien mirar cap a l'exterior de la nau.
Una trirrem en entrar en combat, arriava i guardava la vela petita (akateion), i era impulsat a força de braços. La resta del temps solia navegar a vela.
Així mateix, era possible encarar la nau mitjançant els rems, invertint el sentit de la marxa amb els remers d'un costat, de manera que la nau girava sobre si mateixa. Per descomptat, també es podia navegar ciant, és a dir, marxa enrere. La capacitat de maniobra d'una trirrem era realment impressionant, capaç de donar un gir de 180° en un recorregut equivalent a dues vegades l'eslora, i es feia especial èmfasi en l'ensinistrament dels remers per aprofitar-la.
Les facultats i habilitats dels remers d'una flota variaven molt. En ocasions, se seleccionava els millors per crear una flotilla d'elit, amb la qual poder aconseguir major velocitat del normal. Sobre aquest tema, Xenofont diu que «Conó va poder fugir amb les trirrems a bona velocitat, perquè havia reunit els millors remers de moltes tripulacions en unes poques». Donada llur gran experiència, és probable que molts d'aquests remers tinguessin una edat de trenta a quaranta anys. A Atenes, almenys, era el cas dels veterans de moltes campanyes quan va esclatar la Guerra del Peloponès (431 aC).

#### La condició dels remers a bord
La trirrem era minso perquè l'espai en el qual havia d'haver-hi lloc per a tres nivells de remers sobre els seus bancs, estava supeditat a l'altura de navili (uns 2,15 m) i a la curta distància entre dos remers qualsevol. Resultava particularment incòmode durant una travessia de «un dia llarg navegant a rem», unes 16 hores.
Els dos nivells superiors estaven exposats al vent com les portes dels talamites, disposades prop de la superfície. Així, quan la mar era gruixuda, les ones que copejaven els flancs del vaixell mullaven als marins i penetraven a l'interior, on s'acumulaven a la sentina, en el fons del celler, i el vaixell es tornava pesat.
S'atribueix al general atenès Càbries el descobriment de la solució per remeiar aquests problemes:
| «                               | Càbries va estendre pells sense adobar contra les envestides de les ones sobre un i un altre costat de la proa i, clavant-les fermament a la part alta del pont, les recollia com a parapet per a la proa. Això impedia que li caigués aigua a la nau mentre avançava i que els mariners anessin xopats per les ones, ja que al no veure les ones que se'ls tiraven damunt, gràcies a la protecció del parapet, la por no els feia aixecar-se, i amb això va evitar que sotsobrés la nau. | » |
| — Poliè, Estratagemes III.11.13 | |   |

En la marina atenesa, les trirrems es classificaven per categories, segons 'estat de manteniment i antiguitat. Una altra distinció establia si la triera era “aphracto” o “cataphracto”. Emprant un sistema mòbil, les trirrems podien ser equipades amb panells fixos i rígids que oferien una protecció millor contra els embats del mar i les llançadores enemigues. Aquestes naus eren denominades cataphractas, per contraposició a la galeres aphractas que no tenien aquestes proteccions. Protecció que consistia, en general, en una espècie de carpa de cuir o de lona. Les lones (denominades pararrŷmata), protegien als tranites de l'atac amb fletxes o javelines. A la batalla d'Egospòtam (405 aC), «Lisandre, en trencar l'alba va donar l'ordre de pujar a les naus després de desdejunar, va prendre totes les disposicions per a un combat, estenent fins i tot les proteccions per a fletxes».
Els adjectius afracto i catafracto tenen una segona accepció: —φραχτος— derivada de φράττεσθαι (ναῦν) «manipular un navili», per exemple realçant la regala amb estoretes de vímet, de jonc, etc. La trirrem proveïda de falques volants era denominada πεφραγμένη ναῦς. A partir de cert moment, les trirrems van portar aquestes proteccions permanentment, tancant definitivament l'espai que separava la vora exterior del apostis del pont de combat amb les falques fixes (panells de fusta o taulons suplementaris que tapaven les obertures). Aquestes trieres eren apel·lades χατάραχτοι: amb «falques fixes» (o permanents). En el cas contrari eren ἆφραχτοι: «sense falques». La trirrem del relleu Lenormant és afracto, lloc que els remers tranites són visibles.
A part del disseny bàsic existien una sèrie de variants, que habitualment procedien de la transformació de les naus més velles: bucs de transport ràpid per portar cavalls i soldats, en els quals se suprimien els bancs de talamites i zigites per deixar espai per a la càrrega.
En la resta de les marines gregues, el disseny de les trirrems presentava algunes diferències. Els peloponesis confiaven en la major qualitat de les seves epíbates, per la qual cosa incorporaven en la seva dotació un nombre major d'aquests i intentaven combatre a l'abordatge. Per això mateix les seves trirrems eren de construcció més sòlida, més pesats i lents, preparats per resistir l'envestida de la trirrem enemiga com a pas previ al combat cos a cos.

#### Impacte social
El paper creixent de la classe social dels tetes en els assumptes militars durant el segle V aC, no estava exempt de provocar commocions en la política de la ciutat, principalment a Atenes, on aquests homes eren l'instrument essencial dels seus èxits en el mar: els tetes van veure créixer el seu paper social, igual que un segle abans amb els zeugites que havien d'equipar-se per si mateixos com hoplites a la seva costa, i es van convertir en unitats terrestres decisives.

## Tàctiques

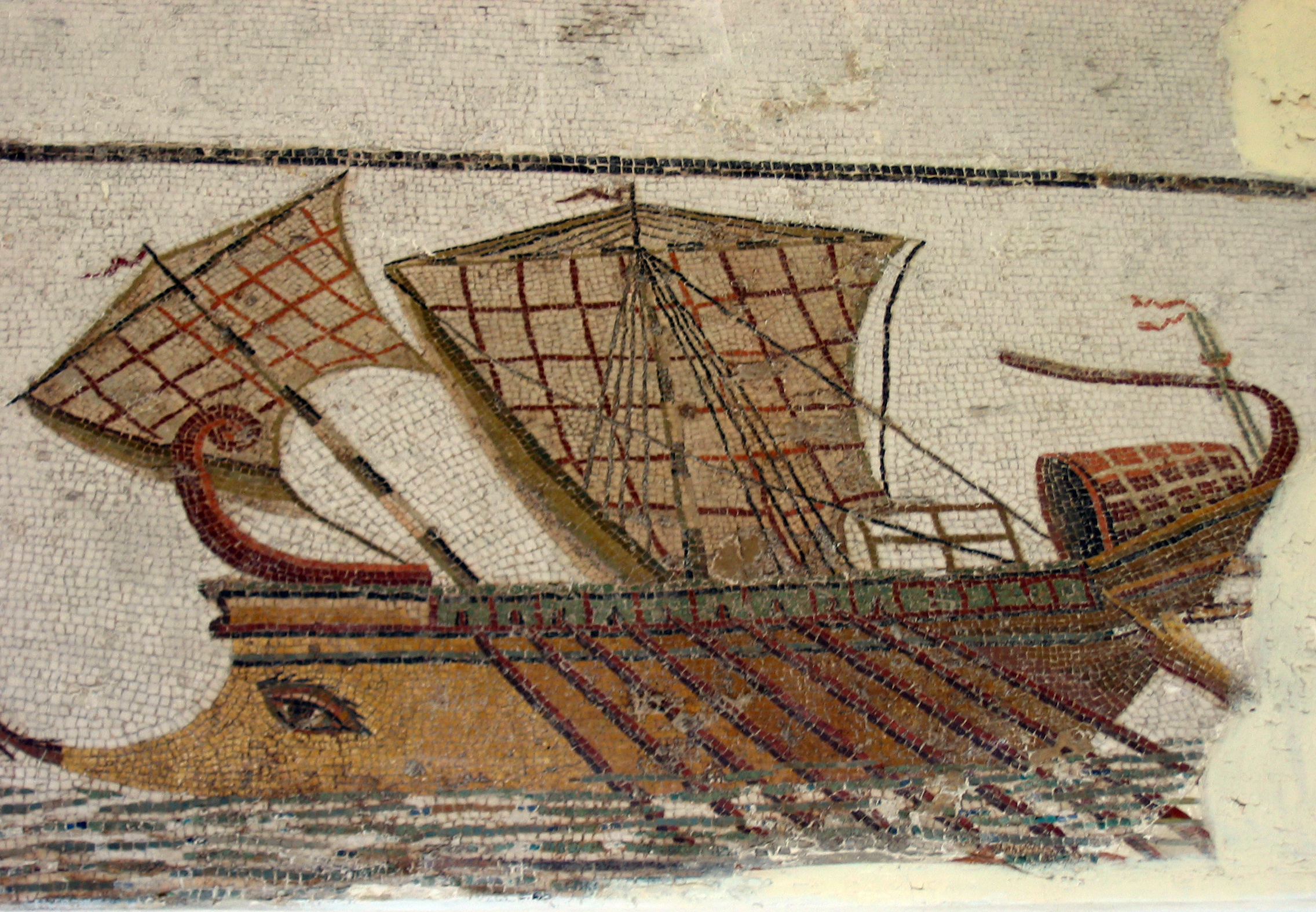
Trirrem en un mosaic romà descobert a Tunísia.

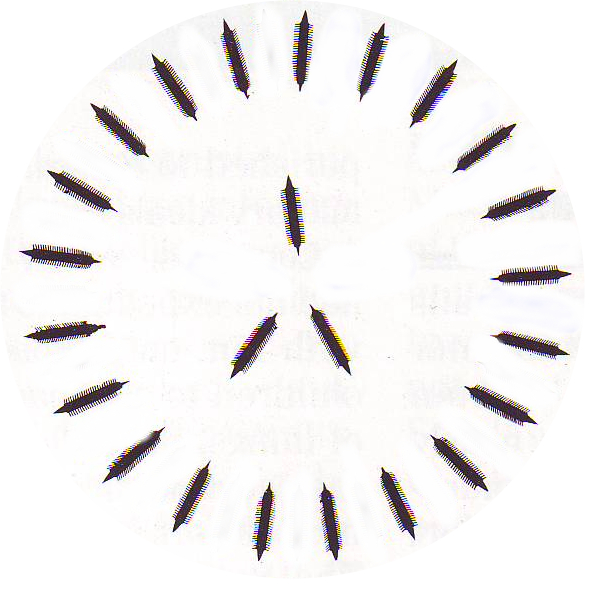
Vista esquemàtica aèria de la formació circular kyklos.

Si bé fins al segle vi aC, les batalles navals es limitaven principalment a una maniobra d'abordatge i un combat d'infanteria en un vaixell o en l'altre, a partir d'aquesta data i gràcies a la maniobrabilitat de la trirrem, es va imposar la utilització de l'esperó. L'atac frontal de les naus enemigues podia danyar les estructures de les parexeiresía i acabar amb alguns tranites, sense que es veiés afectada la línia de flotació de manera definitiva.
A semblança del que es feia amb la falange hoplítica en terra, el combat en el mar es feia en línia. Atenes, per maximitzar els beneficis que oferia aquesta embarcació, va desenvolupar noves tàctiques basades en una disposició original de la flota alineada en columnes, tàctica ja coneguda però poc explotada.
Durant la preparació del combat, l'aparell era dipositat en terra perquè era inútil per a les maniobres, que s'efectuaven gràcies únicament a l'ús dels rems. La trirrem havia de ser capaç de virar en qualsevol direcció i no podia dependre dels vents.
Totes les tàctiques navals desenvolupades en aquesta època deriven de l'objectiu perseguit: l'envestida amb l'esperó. Les tàctiques navals tàctiques dels segles V i IV aC són ben conegudes gràcies a dos passatges de Tucídides: l'arenga de l'atenès Formió abans de la batalla de Lepant (429 aC) (setembre de 429 aC), i el raonament dels siracusans que van donar una lliçó als atenesos en la batalla d'Erineu (primavera de 413 aC). Els atenesos van practicar una guerra de moviments que demandava un gran espai lliure (la famosa εὐρυϰωρία) i tripulacions experimentades en les maniobres. Les tàctiques més corrents en combat van ser:
- el diekplous (grec antic διέϰπλους: «navegació a través»),[147] en la qual es buscava crear un forat en la línia adversària i atacar a continuació per la rereguarda. Era la tàctica mestra d'aquests combats.

Les trirrems eren disposades en columnes, generalment dues, i llançades a través de la flota enemiga ordenada en línia. Al moment de passar al costat d'un navili els rems eren ràpidament reintroduïts a l'interior del casc, el qual destrossava els de l'enemic, danys als quals s'afegien els que sofrien els mariners sobre les bancades. Una vegada que la línia adversària era immobilitzada i desbordada, els atenesos podien efectuar fàcilment la seva maniobra d'envestida amb l'esperó. Tal vegada aquesta tàctica fos ideada pels fenicis o cartaginesos; ja que així ho comenta Sosil el Lacedemoni, en el relat d'una batalla naval guanyada pels romans, en el curs de la Segona Guerra Púnica (pot tractar-se de la victòria en 217 aC de Gneu Corneli Escipió Calvus en la desembocadura del riu Ebre. (Cf. Ulrich Wilcken, Hermes, XLI, 1906, pàg. 103-141): 
| « | Tots els vaixells [del bàndol romà] van fer proeses en el combat, particularment els masaliotes. Havien estat els primers a entaular batalla, prodigant-se en ànims i suports, enfervorint als seus aliats, i personalment van capturar als enemics amb una resolució sense igual. Doble va ser la derrota dels cartaginesos, a causa que els masaliotes desconfiaven de la tàctica pròpia (dels cartaginesos). Quan els fenicis (?) s'enfrontaven a navilis ordenats en línia de front, tenien el costum d'arremetre contra l'enemic com si el fessin esperonejar de seguida, travessaven la seva línia, però en lloc d'esperonar-lo, viraven i es llançaven llavors sobre els vaixells enemics just al moment en el qual es presentaven en posició obliqua (διεϰπλεύσαντες ἐπιστρέφειν ϰαί πλαγίαις οὖσαις ἀϰμὴν ταῖς τῶν ἐναντίων ἐπιρράττειν)... [llacuna]... Coneixent per la tradició la batalla que en l'Artemísion havia lliurat, segons es diu, Heràclides de Milasa (un home la intel·ligència del qual sobresortia sobre la dels seus contemporanis), els masaliotes van ordenar de front la primera línia de les seves naus i van donar l'ordre de deixar enrere, i a intervals ben calculats, altres navilis de reserva. A partir que els cartaginesos van franquejar la primera línia, aquests vaixells de reserva, sense haver-se mogut del lloc assignat, havien d'atacar als bucs enemics en l'instant propici, quan passessin presentant el flanc. | » |

Sosil no descriu únicament el diekplous, sinó també una de les tres formes de frenar-la. Aquesta parada consistia a alinear els seus vaixells en dues línies de front, cada vaixell de la segona línia es trobava darrere d'un vaixell de la primera. Est sembla que va ser el dispositiu que van adoptar Conó i Farnabazos II contra els espartans a Cnidos (estiu de 394 aC)
Aquesta tàctica va resultar tan eficaç que tres segles després del seu desenvolupament, Polibi la seguia considerant la millor (πσαϰτιϰώτατον):
| «                             | La imperícia de les dotacions romanes i la pesadesa de les seves naus feia impossible alguna cosa que proporciona grans èxits en les batalles navals: navegar entre els navilis enemics i sortir per darrere contra els quals barallen contra la formació pròpia. | » |
| — Polibi, Històries I.51.9-10 | |   |

Aquesta tàctica ja era coneguda almenys pels foceus a finals del segle vi aC, encara que es practicava poc a causa de la disposició original de la flota i la falta d'entrenament dels mariners.
Es podia també alinear els vaixells en dues línies de front, però formant un quincunci: les naus de la segona línia tancaven el pas a la diekplous. Va ser la tàctica atenesa en la Batalla de les Arginuses (406 aC).
- el kyklos era un cercle defensiu utilitzat en cas d'inferioritat numèrica. Era una solució desesperada per enfrontar-se a la diekplous.[151]

Estava destinat a evitar que l'enemic creés una bretxa en l'esquadra gràcies a la protecció procurada pels rostrii tornats cap a fora. Aquesta tàctica s'usava de vegades en cas d'avantatge tècnic, hagut de tant al material com a la capacitat de la tripulació. Malament emprat, podia revelar-se desastrós com el va ser pels peloponesis l'any 429 aC davant de Patres, malgrat ser numèricament superiors als atenesos. Ens ho explica Tucídides:
| «                                                                | Els peloponesis van disposar les seves naus en un cercle, el més gran que podien formar sense donar lloc a la ruptura de la línia, amb les proes cap a fora i les popes cap a dins, i van col·locar dins les embarcacions lleugeres que acompanyaven a la flota i cinc trirrems que eren molt mariners, a fi que poguessin sortir en breu temps a prestar ajuda a qualsevol punt que ataquessin els contraris. Els atenesos, alineats una nau després d'una altra, van començar a navegar en cercle al voltant dels peloponesis i els van ser tancant en un espai reduït, passant sempre ran d'ells i fent l'efecte que es llançarien a l'atac de seguida. […] Així que el vent va començar a bufar i les naus que ja estaven en un espai reduït, van començar a desordenar-se per l'acció simultània de dues causes, el vent i les embarcacions, i a xocar unes contra altres […] llavors en aquell precís moment, Formió va donar el senyal. | » |
| — Tucídides, Història de la Guerra del Peloponès II.83.5; 84.1-3 | |   |

- el periplous (grec antic περίπλους)[146] o implicació consistia en esperonejar als enemics pel flanc o per darrere.

Era la maniobra que van utilitzar amb èxit els atenesos en l'episodi esmentat infra. La flota estava disposada en columna (ἐπὶϰέρως) i efectuava cercles que s'estrenyien entorn de les unitats enemigues: la por, la impossibilitat de servir-se correctament dels rems si els vaixells estaven molt propers uns d'uns altres, els capritxos del vent o dels corrents, provocaven el desordre, que aprofitava l'atacant. Aquesta va ser la maniobra brillantment efectuada per Formió a la Batalla de Rio (agost de 429 aC): amb 20 trirrems va desfer 47 embarcacions peloponèsies.
Una variant destinada a atacar a una flota desplegada en línia, era efectuar un desbordament per les ales amb la finalitat d'agafar a l'enemic per la rereguarda, tàctica similar a l'objectiu buscat en un combat terrestre.
L'èxit d'aquestes maniobres depenia principalment de la qualitat i de la bona labor dels remers: si aquests eren experts podien atacar més ràpid, així com fer canvis bruscs d'adreça i d'acceleració per esperonejar. En la segona part de la guerra del Peloponès, quan Atenes ja no va poder suportar l'esforç de guerra i es va veure obligada a utilitzar a estrangers, fins i tot als presoners de guerra per armar els seus bucs, l'eficàcia de la seva flota va decaure i no va poder fer front a les forces de l'enemic. Durant l'expedició a Sicília, Nícies va fer portar a Atenes en 414 aC un missatge de petició d'ajuda, que resulta revelador de l'estat en el qual es trobava la flota:
| «                                                         | I les nostres tripulacions han sofert pèrdues i encara les segueixen sofrint pel següent. Els mariners, en recollir llenya o anar a per el botí i aigua a una gran distància, cauen en mans de la cavalleria, els esclaus des que les nostres forces s'han equilibrat es passen a l'enemic; i quant als estrangers, aquells que van embarcar per obligació tan aviat com poden es dispersen per les ciutats, mentre que d'aquells que al principi van ser seduïts per una gran soldada, una vegada que han vist, en contra de l'esperat, que hi ha una resistència per part enemiga tant pel que fa a la flota com en tot la resta, uns es marxen amb qualsevol pretext amb la idea de desertar, i uns altres fugen com cadascun pot enginyar-les-hi, i Sicília és gran per a això. Fins i tot hi ha alguns que han traficat amb esclaus d'Hícara i que han persuadit als trierarques a embarcar-los en el seu lloc, acabant així amb l'eficàcia de la flota. | » |
| — Tucídides, Història de la Guerra del Peloponès VII.13.2 | |   |

I una mica després:
| «                                                           | pocs són els mariners que, una vegada posada en moviment la nau, aconsegueixen mantenir la cadència dels rems. | » |
| — Tucídides, Història de la Guerra del Peloponès VII.14.1-2 | |   |

Aquests passatges il·lustren la profunda desorganització que va regnar en el si de les tripulacions ateneses durant els últims anys del conflicte, acrescuda pels greus problemes tècnics de manteniment en condicions de les trirrems.

## Estratègies
Les tripulacions perdien el menys possible de vista la costa, perquè la trirrem era, en definitiva, una embarcació poc segura: al menor cop de vent havia de buscar abric en la costa. A més, encara que ràpida i lleugera, era incapaç d'estar llarg temps en el mar sense carena. Per a calafatejar-la, per conservar-la, era necessari que toqués terra amb freqüència. A bord hi havia un extraordinari amontonament d'homes i de material: no es podia embarcar queviures per a molt temps, d'altra banda, a conseqüència de l'amuntegament, la tripulació no podia descansar realment més que en terra, i passava les nits, el més sovint possible, en la riba. Menjar i dormir a bord afectava negativament a les tripulacions.
La necessitat de mantenir el contacte amb terra tenia grans inconvenients:
- acreixia el risc de pèrdua per naufragi. En 480 aC, just després de la batalla d'Artemísion, una divisió persa que contornejava Eubea, va ser sorpresa, empesa a la costa i completament destruïda per una tempestat.[154]
- impedia el bloqueig marítim. Quan en l'hivern de l'any 430-429 aC, Formió va voler bloquejar el Golf de Corint, no va poder disposar en alta mar les seves trirrems. Es «va emboscar» a Lepant, i des del port va vigilar l'itsme de Corint.[155] Per la mateixa raó, els atenesos no van poder bloquejar mai Siracusa.
- obligava a les flotes a recolzar-se en nombroses bases. És un fet que el poder marítim atenès estava fundat parcialment en el control estret de les illes de l'Egeu, on vivien els pobles tractats primerament com a aliats, en la Confederació de Delos, i després subjugats, especialment durant la Guerra del Peloponès.

La flota atenesa, tenint en compte les seves possibilitats tècniques, tenia tres missions fonamentals que exercir:
- la protecció de les costes de l'Àtica: «els atenesos van establir posats de vigilància per terra i per mar a les zones que volien tenir vigilades durant tota la guerra [del Peloponès]».[156] Aquestes mesures, no obstant això, no contemplaven la protecció per mar del Pireu. En canvi, van assegurar les guarnicions dels forts que protegien l'Àtica, com Ènoe, Oropos i Panacte, i les de punts estratègics com el fort de Búdoro, situat en l'extremitat nord-oest de l'illa de Salamina, la missió de la qual i de les tres trirrems allí destinades, era vigilar l'entrada del Golf Sarònic. (cf. Tucídides II.93.4) i Lepant (Tucídides II.69.1).
- la destrucció de les forces navals enemigues que havia d'assegurar als atenesos el domini del mar.
- l'atac de les costes enemigues: consistia a «desembarcar de vegades en un punt i d'altres sobre un altre lloc del país enemic i sotmetre'l a pillatge».[157] Gairebé sempre s'operava per sorpresa i amb costos mínims. Respecte als epíbates «[Conó] els feia desembarcar al capvespre perquè no fossin vists pels enemics.»[158] Els epíbates, que van constituir companyies de desembarcament que assolaven el territori, no s'endinsaven mai gaire lluny. L'episodi de Micalessos (413 aC) dona una idea, indirectament, dels límits de les seves incursions: Diitrefes, al capdavant dels mercenaris tracis, es va apoderar fàcilment de Micalessos, perquè «va caure sobre una població desprevinguda i que no esperava en absolut que un enemic s'internés tan lluny del mar per atacar-la».[159] Ara bé, de Calcis a Micalessos hi ha 13,6 km per la ruta que travessa un port de muntanya i, del golf de Àulida a Micalessos, hi ha 7 km a vol d'ocell.[160]

Per Tucídides, emprendre tals operacions, «és mantenir una guerra de desembarcaments, πόλεμον ἀπὸ τῶν νεῶν ποιεῖσθαι». L'historiador atenès designa al cos expedicionari amb les expressions στράτευμα ἀπὸ νεῶν, o simplement νηῒτης στρατός. Però el terme oficial atenès sembla haver estat ναύφραϰτος στρατά, La inscripció IG, I².296.30 al·ludeix a l'expedició de la primavera de 431 aC descrita per Tucídides en Història de la Guerra del Peloponès II.23 i 25, que significa literalment «expedició parapetada en les seves trieres», perquè aquests únicament servien per oferir abric i protecció als mariners i als epíbates que no establien campaments perdurables en terra. Els ναύφραϰτοι στρατιαί van ser habituals durant la Guerra del Peloponès.

## Defectes de la trirrem
La trirrem en realitat no era un vaixell sòlid i els seus defectes, nombrosos, eren també el resultat de les seves qualitats.

### Els defectes de l'estructura
El vaixell és lleuger per de ser ràpid i àgil, però fràgil en contrapartida, sobretot en els xocs laterals, la qual cosa explica l'estandardització de la pràctica de l'envestida amb l'esperó. Podia ser construït de manera ràpida, però la seva estructura sofria amb una permanència perllongada en el mar que provocava una deterioració de la fusta, deformant les quadernes i causant, en conseqüència una pèrdua d'estanquitat. A més, era un vaixell que envellia malament, la fusta del qual es podria al cap d'alguns anys. Per pal·liar aquest defecte es van emprar per construir les trirrems, taulons d'avet o de pi negral, imputrescibles, provinents de Macedònia. El lli de les veles era importat d'Egipte. El cost de fabricació era extremadament elevat, els materials utilitzats eren rars a la regió d'Àtica, i importar-los era subjecte a múltiples riscos.
Nícies que va ser a Sicília amb els vaixells en perfectes condicions, ens dona una visió general d'aquests problemes després d'un any de campanya en un missatge als atenesos:
| «                                | Perquè la nostra flota —i això també ho saben ells perfectament [els siracusans]— al principi estava en unes condicions òptimes, tant pel que fa a la impermeabilitat de les naus com referent al bon estat de les seves tripulacions, però ara les nostres naus fan aigua, a causa del llarg temps que porten en el mar, i les tripulacions han sofert pèrdues. No és possible treure les naus a terra i posar-les a assecar, perquè les de l'enemic són iguals o fins i tot superiors en nombre i constantment ens tenen a l'espera que puguin efectuar una sortida contra nosaltres. | » |
| — Tucídides, op. cit. VII.12.3-5 | |   |

L'expressió «les nostres naus fan aigua» (nêes diábrochoi) traduït literalment, seria «naus xopades d'aigua», la qual cosa les convertia en lentes en les seves maniobres i més pesades. A més de possibles fissures, Tucídides es refereix al fet que l'aigua penetrava en la fusta per la llarga permanència en el mar. La trirrem precisava continus períodes en terra per assecar, carenar i calafatejar i mantenir així la seva eficàcia. L'operació de treure-la a terra era facilitada pel seu fons pràcticament pla, però que fatigava prematurament l'estructura.

### La trirrem al mar

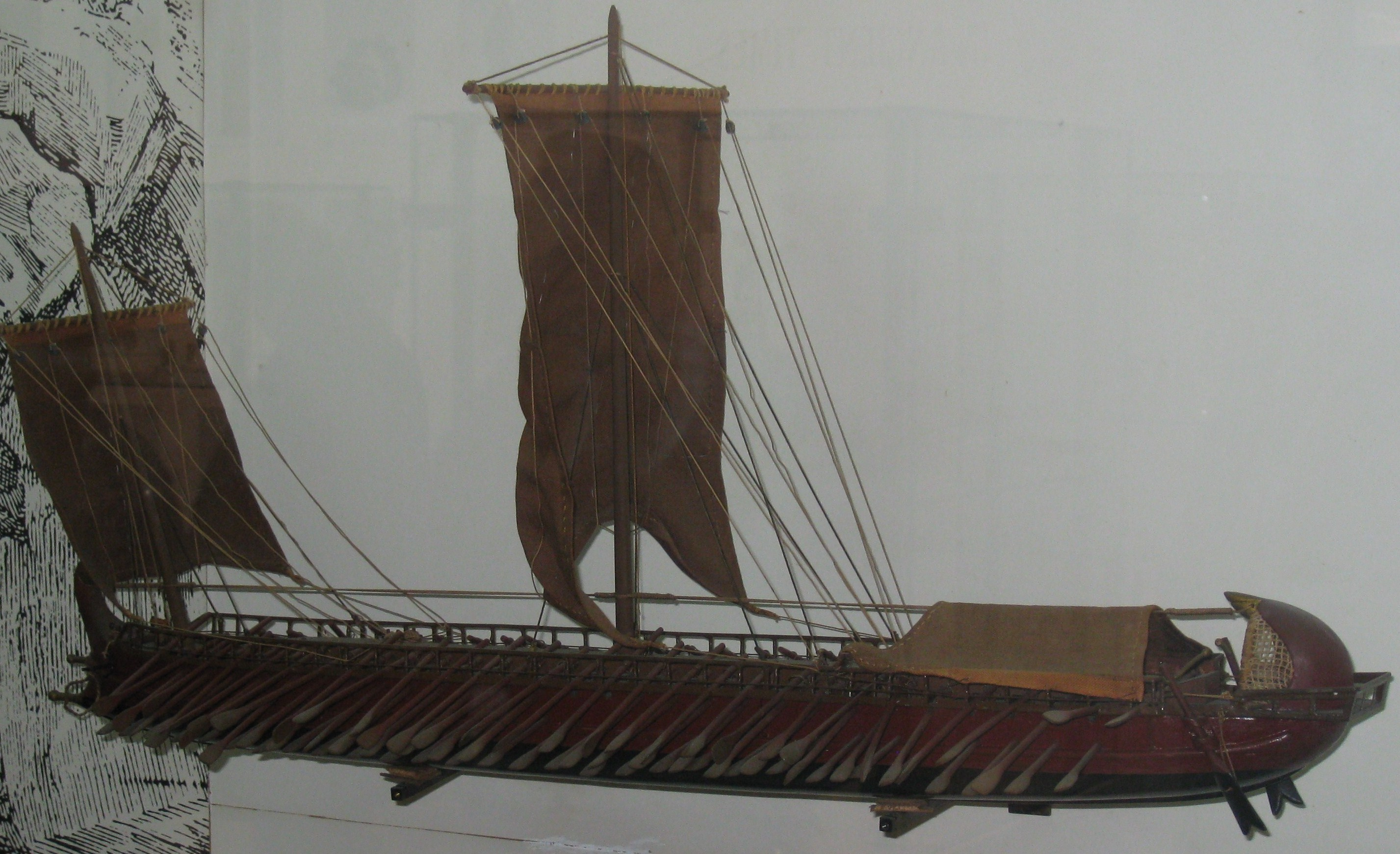
Model reduït d'una trirrem atenenca del segle V aC. Disposats en popa poden observar-se dos timons d'espadella, un a babord i un altre a estribord.

La forma del buc i la lleugeresa de l'embarcació motivaven que es mantingués malament en el mar en el cas de tempestes, freqüents en el mar Egeu a l'agost i al setembre, la qual cosa explicaria els desastres que van sofrir flotes completes durant tempestes. Encara que el fons pla del vaixell, de poc calat, afavoria una ràpida volta a l'horitzontal amb un marejol, el resultat era dramàtic si l'escora arribava a ser important perquè el moviment d'oscil·lació no podia ser parat.
Quan els vents no eren favorables, es recorria a els rems per aconseguir la destinació: la trirrem era incapaç de donar brodades (navegar en ziga-zaga) per la poca eficàcia del seu timó. Els seus punts febles dificultaven que pogués navegar en alta mar i l'obligaven a limitar-se generalment al cabotatge.

### Limitacions degudes a l'exigüitat
A més de la vulnerabilitat que suposava treure la trirrem a terra per ser assecat, la seva limitada grandària i incomoditat no permetien a la tripulació passar la nit a bord ni portar grans provisions d'aliments i d'aigua. Això es convertia en un obstacle per a les grans expedicions que no tenien assegurades per endavant les possibilitats de recalar en un port amic cada nit. La travessia de la gran flota atenesa durant l'expedició a Sicília en 415 aC il·lustra les mesures preses per garantir la seguretat d'aquestes empreses.
| «                               | Els estrategues van dividir les forces en tres parts, i van assignar per sorteig una a cadascun d'ells, a fi d'evitar que, en navegar junts, poguessin veure's en problemes d'aigua, de ports i de tot el que es necessita en les escales. […] Després van enviar per davant tres naus a Itàlia i a Sicília amb la missió d'informar-se sobre quines ciutats els donarien acolliment, I se'ls va ordenar que tornessin a la trobada de la flota, per tal que aquesta pogués tocar terra coneixent la situació. | » |
| — Tucídides, op. cit. VI.42.1-2 | |   |

Els vaixells per al transport de tropes (hoplitagogoí o stratiōtides), a diferència d'aquestes trirrems ràpides, havien de ser de major capacitat. Generalment eren trirrems velles o lleugerament modificades que s'empraven per a missions de transport i vigilància o també vaixells amb bucos i cobertes molt modificades, amb les brodes i la popa més altes i amb menys remers que una trirrem ràpida. Segons Tucídides, les antigues trirrems transformades podien portar uns 85 soldats, i eren més lentes que les trirrems.
En 429 aC, informa Tucídides en II.56 que en una expedició atenesa de cent naus contra el Peloponès, transportaven a bord «4000 hoplites atenesos i 300 cavallers (hippeis) en transports de cavalleria, construïts per primera vegada aprofitant velles embarcacions». Els hippagogoi o hippegoi eren trieres velles i condicionades per al transport de 30 cavalls, amb un nombre de remers, únicament tranites, que no sobrepassava els 60. Heròdot esmenta que Darios I va ordenar construir hippagogoi i trirrems a les ciutats jòniques en vespres de la invasió de Grècia. John Morrison va fer una reconstrucció d'un hippegos. Manuel Fernández-Galiano va traduir hippegos com a «passacavalls».

## Drassanes
Per minimitzar els efectes de la broma (teredo navalis) i la podridura, la trirrem, a més de recobrir-se amb brea, es guardava a cobert en dic sec; sobretot en l'estació hivernal, quan no era utilitzat.
Les drassanes de El Pireu (ναυπήγια) contenien graderies anàlogues a les quals es construeixen actualment: s'han trobat entorn de les dàrsenes de Zea i Muníquia els fonaments d'aquests abrics coberts (νεώσοιϰοι). Encara que no es pot admetre que les trieres es construïssin en un espai tan minso. Part del port comercial de Càntirs i els dos ports menors del Pireu (Zea i Muníquia) estaven reservats per als vaixells de guerra, que estaven degudament col·locats per fer-se a la mar quan fos necessari.
En els ports militars els edificis més peculiars eren els embulls o arsenals portuaris. A la segona meitat del segle iv aC, hi havia 372. Aquestes estructures allargades, dotades de graderies que conduïen a l'aigua i que estaven unides a parells pel sostre, ocupaven gairebé per complet la línia de la costa dels dos ports menors (82 a Muníquia i 196 a Zea). Dominant els embulls de Muníquia hi havia un pujol que comptava amb una fortalesa des de la qual es controlava una àmplia franja de terra i de mar.
La paret posterior dels embulls era contínua i disposava de fileres de columnes llises de pedra, que discorrien fins al mar, formant les particions entre les graderies. Cada parell de columnes sustentava un sostre amb gablet. Cada cert espai, un mur sòlid dividia els embulls. Aquesta estructura bastant oberta proporcionava la ventilació necessària per assecar les embarcacions. També es tenia en compte la seguretat i la prevenció d'incendis. Les graderies eren plataformes baixes d'uns 3 m d'amplària tallades en el jaç de roca, de secció plana, i completades amb obra de paleta, que formaven un pendent que arribava fins al mar. Sobre elles es remolcava o amarrava la trirrem. Sobre les graderies es col·locaven troncs de fusta, amb un gradient d'1 a 10. Els embulls tenen 40 m de longitud i uns 6 m d'amplària entre les fileres de les columnes.

## Reconstruccions modernes

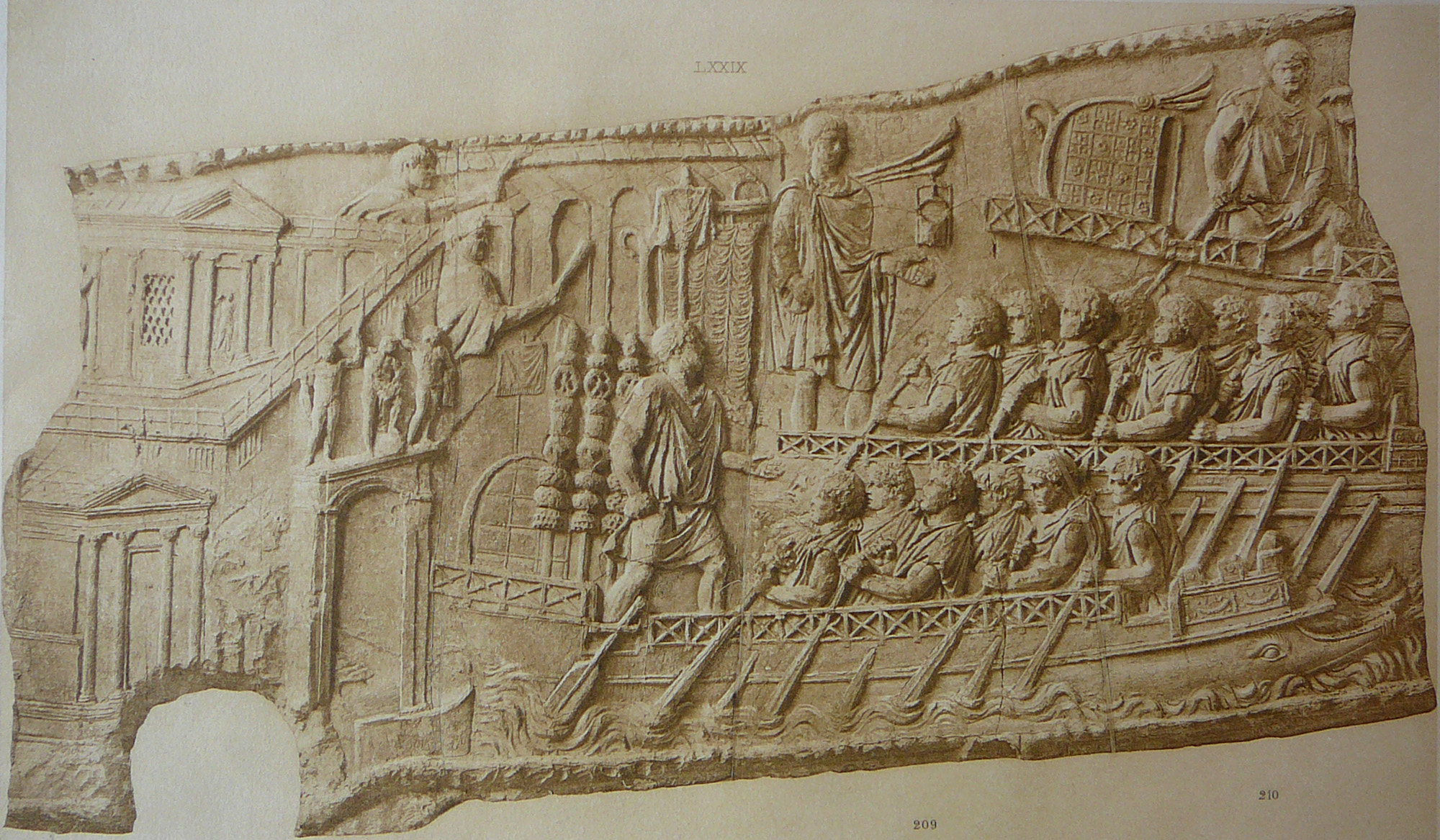
Birrem a la Columna Trajana.

Els monuments figurats són importants, però s'imposen algunes observacions preliminars sobre l'ús que s'ha de fer. En primer lloc, és necessari distingir acuradament les èpoques. Així, no es poden emprar, sinó amb molta precaució i totes les reserves, les birremes representades a la Columna Trajana per a la reconstrucció de la trirrem. D'altra banda, els vaixells antics que figuren en obres modernes, han estat en general dibuixats per artistes que no coneixien la destinació dels diferents aparells, i que, per tant, han comès omissions i errors.

### Concepcions errònies fins alseglexix
Els autors antics no van deixar una descripció precisa de la trirrem, i en el present no hi ha cap certesa sobre la forma exacta d'aquest navili. Els últims descobriments permeten, no obstant això, rebutjar alguns models proposats en el passat.

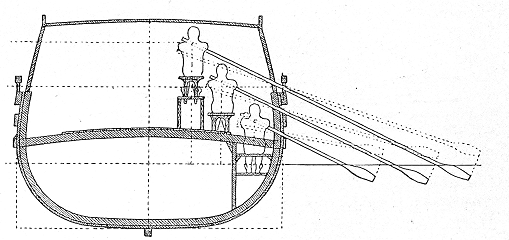
Secció errònia d'una trirrem.

En l'exemple contigu que data de 1883, es pot notar diversos errors resultants d'una mala interpretació dels textos o d'un estudi poc profund de la iconografia disponible (o encara no descoberta en l'època):
- Seient dels remers. Solament els tranites s'asseien en tamborets (thranos), les altres dues files de remers prenien seient sobre els baus.
- Disposició dels remers del més alt al més baix, situats de l'interior cap a l'exterior, la qual cosa obligaria a utilitzar rems de longituds diferents com es mostra en la imatge.
- Rems de longituds diferents. Barras de la Penne precisa que aquesta disposició no era viable per mantenir una mateixa cadència de voga dels remers.
- Les parexeiresíai dels tranites estaven disposades al llarg del buc. Els punts precedents no poden explicar-se més que amb una amplària avançada en les dues parts de la borda per subjectar els rems de la filera superior.
- Pont superior completament tancat. Les ordres no poden ser transmeses eficaçment. Per a això, el pont mitjà de circulació, sense sostre, estava al nivell dels seients dels zigites.

Fins i tot al segle XX es van poder veure circular dibuixos erronis de trirrems que no tenen en compte totes les fonts disponibles.

### ElOlympias
En 1985, es va crear una associació per reconstruir una trirrem atenenca, finançada pel banquer britànic Frank Welsh. Sota la direcció de dos historiadors, J. S. Morrison i John F. Coates, que van utilitzar els resultats de les excavacions arqueològiques, una galera anomenada Olympias va ser botada a la drassana de El Pireu.
En 1988, es van dur a terme els primers assajos amb 170 remers voluntaris: el Olympias va aconseguir una velocitat de nou nusos, però només durant unes quantes desenes de metres. En 1994 es van fer altres proves. Els resultats semblen confirmar la disposició amb tres rems moguts cadascun per un remer, però la falta d'experiència de la tripulació i la seva talla mitjana més gran (uns 20 cm) que la dels remers de l'època que impedien reproduir el rendiment de les seves naus. En 2004, el Olympias va transportar la flama olímpica durant la cerimònia d'inauguració dels Jocs Olímpics.